# Championnat de France de football 2009-2010
Navigation
Ligue 1 2008-2009 Ligue 1 2010-2011
La saison 2009-2010 de Ligue 1 est la 72e édition du championnat de France de football et la huitième sous l'appellation « Ligue 1 ».
Le premier niveau du championnat oppose vingt clubs français en une série de trente-huit rencontres jouées durant la saison de football. Elle a débuté le samedi 8 août 2009 et s'est terminée le 15 mai 2010. Le championnat est gagné le 5 mai 2010 par l'Olympique de Marseille face à Rennes après 17 ans d'attente mais le trophée n'a été remis qu'à la fin du match contre Grenoble au Vélodrome lors de l'ultime journée de championnat.
Les quatre premières places de ce championnat sont qualificatives pour les compétitions européennes que sont la Ligue des Champions et la Ligue Europa. Les deux autres places sont attribuées au vainqueur de la coupe nationale, et à celui de la Coupe de la Ligue.
Le Havre, Caen et Nantes quittent la division et sont remplacées par les promus du RC Lens, champion de Ligue 2 la saison précédente, Montpellier HSC, vice-champion, et US Boulogne qui vit sa première saison dans l'élite.
Les équipes professionnelles jouent pour la première fois avec le même ballon, conçu par l'équipementier Puma.

## Clubs participants
| \| Lille OSC FC Girondins de Bordeaux Montpellier HSC Olympique lyonnais Olympique de Marseille AS Monaco FC Toulouse FC OGC Nice Valenciennes FC RC Lens AS Nancy-Lorraine FC Sochaux Paris SG AJ Auxerre Stade rennais FC FC Lorient AS Saint-Étienne Le Mans UC Grenoble Foot 38 US Boulogne CO \| Localisation des clubs engagés dans le championnat. |
| Lille OSC FC Girondins de Bordeaux Montpellier HSC Olympique lyonnais Olympique de Marseille AS Monaco FC Toulouse FC OGC Nice Valenciennes FC RC Lens AS Nancy-Lorraine FC Sochaux Paris SG AJ Auxerre Stade rennais FC FC Lorient AS Saint-Étienne Le Mans UC Grenoble Foot 38 US Boulogne CO                                                           |

Vingt clubs participent au championnat, dont le tenant du titre 2008-2009 les Girondins de Bordeaux. Les trois promus en provenance de Ligue 2 sont l'Union Sportive Boulogne Côte d'Opale, le Racing Club de Lens et le Montpellier Hérault Sport Club.
| Club                     | Dernière montée | Budget 2009/10 en MEUR          | Classement 2008-2009 | Entraîneurs                                | Depuis | Stade                        | Capacité théorique |
| ------------------------ | --------------- | ------------------------------- | -------------------- | ------------------------------------------ | ------ | ---------------------------- | ------------------ |
| FC Girondins de Bordeaux | 1992            | +0 00081,, +0 00090,, +0 00094, | 1                    | Laurent Blanc                              | 2007   | Stade Jacques-Chaban-Delmas  | 34 694             |
| Olympique de Marseille   | 1996            | +000105,, +000110,              | 2                    | Didier Deschamps                           | 2009   | Stade Vélodrome              | 60 013             |
| Olympique lyonnais       | 1989            | +000140,, +000200,              | 3                    | Claude Puel                                | 2008   | Stade de Gerland             | 41 044             |
| Toulouse FC              | 2003            | +0 00039,, +0 00050,            | 4                    | Alain Casanova                             | 2008   | Stadium                      | 36 508             |
| Lille OSC                | 2000            | +0 00050,, +0 00055,            | 5                    | Rudi Garcia                                | 2008   | Stadium Nord Lille Métropole | 18 189             |
| Paris SG                 | 1974            | +0 00075,, +0 00080,            | 6                    | Antoine Kombouaré                          | 2009   | Parc des Princes             | 48 527             |
| Stade rennais FC         | 1994            | +0 00045,, +0 00047,, +0 00048, | 7                    | Frédéric Antonetti                         | 2009   | Stade de la route de Lorient | 31 127             |
| AJ Auxerre               | 1980            | +0 00025,, +0 00030,            | 8                    | Jean Fernandez                             | 2006   | Stade de l'Abbé-Deschamps    | 23 467             |
| OGC Nice                 | 2002            | +0 00033,, +0 00035,            | 9                    | Didier Ollé-Nicolle (09/03/10) Éric Roy    | 2009   | Stade du Ray                 | 18 696             |
| FC Lorient               | 2006            | +0 00028,, +0 00030,            | 10                   | Christian Gourcuff                         | 2003   | Stade du Moustoir            | 18 910             |
| AS Monaco FC             | 1977            | +0 00050,                       | 11                   | Guy Lacombe                                | 2009   | Stade Louis-II               | 18 523             |
| Valenciennes FC          | 2006            | +0 00030,                       | 12                   | Philippe Montanier                         | 2009   | Stade Nungesser              | 16 547             |
| Grenoble Foot 38         | 2008            | +0 00028,, +0 00030,            | 13                   | Mécha Baždarević                           | 2007   | Stade des Alpes              | 20 068             |
| FC Sochaux               | 2001            | +0 00040,, +0 00043,            | 14                   | Francis Gillot                             | 2008   | Stade Auguste-Bonal          | 20 005             |
| AS Nancy-Lorraine        | 2005            | +0 00040,, +0 00043,            | 15                   | Pablo Correa                               | 2002   | Stade Marcel-Picot           | 20 087             |
| Le Mans UC 72            | 2005            | +0 00030,, +0 00037,            | 16                   | Paulo Duarte (10/12/09) Arnaud Cormier     | 2009   | Stade Léon-Bollée            | 17 641             |
| AS Saint-Étienne         | 2004            | +0 00045,, +0 00056,            | 17                   | Alain Perrin (15/12/09) Christophe Galtier | 2009   | Stade Geoffroy-Guichard      | 35 616             |
| RC Lens                  | 2009            | +0 00030,, +0 00038,            | 1 (L2)               | Jean-Guy Wallemme                          | 2008   | Stade Félix-Bollaert         | 41 229             |
| Montpellier HSC          | 2009            | +0 00025,, +0 00027,            | 2 (L2)               | René Girard                                | 2009   | Stade de la Mosson           | 35 939             |
| US Boulogne              | 2009            | +0 00020,, +0 00021,            | 3 (L2)               | Laurent Guyot                              | 2009   | Stade de la Libération       | 15 204             |

- Phase de groupes de la Ligue des champions de l'UEFA 2009-2010
- Tour de barrages de la Ligue des champions de l'UEFA 2009-2010
- Tour de barrages de la Ligue Europa 2009-2010
- Troisième tour de qualification de la Ligue Europa 2009-2010
- Promu de Ligue 2

## Compétition

### Qualifications et relégations
Relégations à l'issue de la saison
- 18e, 19e, 20e : Ligue 2

Qualifications pour la saison 2010-2011
En Ligue des Champions :
- Deux places en phase de groupes (septembre), pour le 1er et le 2e : Olympique de Marseille, Olympique lyonnais
- Une place en tour de barrages (août), pour le 3e : AJ Auxerre

En Ligue Europa :
- Deux places qualifient pour le tour de barrages (août)
  - Championnat : le 4e : Lille OSC
  - Coupe de France : vainqueur : Paris Saint-Germain
- Une troisième qualifie pour le 3e tour préliminaire (juillet-août)
  - Coupe de la Ligue : vainqueur, Olympique de Marseille, déjà qualifié en Ligue des Champions
    - Report sur le championnat (5e), qualifié : Montpellier HSC

### Calendrier
Le calendrier du championnat fut publié le 5 juin 2009.
Quatre clubs (Lille, Valenciennes, Lens et Boulogne) sont situés dans le Nord-Pas-de-Calais, région la plus représentée. Le calendrier a été créé de façon que jamais plus de deux clubs du Nord ne jouent à domicile lors d'une même journée.
| | Juillet       | Août             | Août             | Septembre  | Octobre   | Novembre  | Décembre  | Janvier       | Février       | Mars             | Avril        | Mai        | Juin        |
| --- | ------------- | ---------------- | ---------------- | ---------- | --------- | --------- | --------- | ------------- | ------------- | ---------------- | ------------ | ---------- | ----------- |
| 1 | mer.          | sam.             | sam.             | mar.       | Journée 2 | dim.      | mar.      | ven.          | lun.          | lun.             | Quarts de f. | Finale     | mar.        |
| 2 | jeu.          | dim.             | dim.             | mer.       | ven.      | lun.      | Journée 5 | sam.          | Demi-finales  | mar.             | ven.         | 35         | mer.        |
| 3 | ven.          | lun.             | lun.             | jeu.       | 8         | Journée 4 | Journée 5 | dim.          | Demi-finales  | Espagne          | 31           | lun.       | jeu.        |
| 4 | sam.          | mar.             | mar.             | ven.       | dim.      | Journée 4 | ven.      | lun.          | jeu.          | jeu.             | dim.         | mar.       | ven.        |
| 5 | dim.          | mer.             | mer.             | Roumanie   | lun.      | Journée 4 | 16        | mar.          | ven.          | ven.             | lun.         | 36         | Chine       |
| 6 | lun.          | 3e tr. prél.     | 3e tr. prél.     | dim.       | mar.      | ven.      | dim.      | mer.          | 23            | 27               | Quarts de f. | jeu.       | dim.        |
| 7 | mar.          | ven.             | ven.             | lun.       | mer.      | 13        | lun.      | jeu.          | dim.          | dim.             | Quarts de f. | ven.       | lun.        |
| 8 | mer.          | 1                | 1                | mar.       | jeu.      | dim.      | Journée 6 | ven.          | lun.          | lun.             | Quarts de f. | 37         | mar.        |
| 9 | jeu.          | dim.             | dim.             | Serbie     | ven.      | lun.      | Journée 6 | 1/32 de       | 1/8 de finale | 1/8 de finale    | ven.         | dim.       | mer.        |
| 10 | ven.          | lun.             | lun.             | jeu.       | Î. Féroé  | mar.      | 11a       | finale        | 1/8 de finale | 1/8 de finale    | 32           | lun.       | jeu.        |
| 11 | sam.          | mar.             | mar.             | ven.       | dim.      | mer.      | ven.      | lun.          | jeu.          | 1/8 de f.        | dim.         | mar.       | Uruguay     |
| 12 | dim.          | Î. Féroé         | Î. Féroé         | 5          | lun.      | jeu.      | 17        | 1/8 de finale | ven.          | ven.             | lun.         | Finale     | sam.        |
| 13 | lun.          | jeu.             | jeu.             | dim.       | mar.      | ven.      | dim.      | 1/8 de finale | 24            | 28               | Demi-finales | jeu.       | dim.        |
| 14 | mar.          | ven.             | ven.             | lun.       | Autriche  | Éire      | lun.      | jeu.          | dim.          | dim.             | Demi-finales | ven.       | lun.        |
| 15 | mer.          | 2                | 2                | Journée 1  | jeu.      | dim.      | 11a       | ven.          | lun.          | lun.             | jeu.         | 38         | mar.        |
| 16 | jeu.          | dim.             | dim.             | Journée 1  | ven.      | lun.      | Journée 6 | 20            | 1/8 de finale | 1/8 de finale    | ven.         | dim.       | mer.        |
| 17 | ven.          | lun.             | lun.             | Journée 1  | 9         | mar.      | Journée 6 | dim.          | 1/8 de finale | 1/8 de finale    | 33           | lun.       | Mexique     |
| 18 | sam.          | Tour de barrages | Tour de barrages | ven.       | dim.      | Éire      | ven.      | lun.          | 1/16 de f.    | 1/8 de f.        | dim.         | mar.       | ven.        |
| 19 | dim.          | Tour de barrages | Tour de barrages | 6          | lun.      | jeu.      | 18        | mar.          | ven.          | ven.             | lun.         | mer.       | sam.        |
| 20 | lun.          | Barrages         | Barrages         | dim.       | Journée 3 | ven.      | dim.      | 21            | 25b           | 29               | Demi-finales | jeu.       | dim.        |
| 21 | mar.          | ven.             | ven.             | lun.       | Journée 3 | 14b       | lun.      | jeu.          | dim.          | dim.             | Demi-finales | ven.       | lun.        |
| 22 | mer.          | 3                | 3                | 1/16 de f. | Journée 3 | dim.      | mar.      | ven.          | lun.          | lun.             | Demi-finales | Finale     | Afr. du Sud |
| 23 | jeu.          | dim.             | dim.             | 1/16 de f. | ven.      | lun.      | 19        | 1/16 de f.    | 1/8 de finale | Quarts de finale | ven.         | dim.       | mer.        |
| 24 | ven.          | lun.             | lun.             | jeu.       | 10b       | Journée 5 | jeu.      | 1/16 de f.    | 1/8 de finale | Quarts de finale | 34b          | lun.       | jeu.        |
| 25 | Trophée C.    | Tour de          | Tour de          | ven.       | dim.      | Journée 5 | ven.      | lun.          | 1/16 de f.    | jeu.             | dim.         | mar.       | ven.        |
| 26 | dim.          | Barrages         | Barrages         | 7          | lun.      | jeu.      | sam.      | Quarts de f.  | ven.          | ven.             | lun.         | Costa Rica | sam.        |
| 27 | lun.          | Barrages         | Barrages         | dim.       | mar.      | ven.      | dim.      | Quarts de f.  | 26b           | Finale           | Demi-finales | jeu.       | dim.        |
| 28 | mar.          | ven.             | ven.             | lun.       | mer.      | 15        | lun.      | jeu.          | dim.          | 30b              | Demi-finales | ven.       | lun.        |
| 29 | mer.          | 4                | 4                | Journée 2  | jeu.      | dim.      | mar.      | ven.          |               | lun.             | Demi-finales | sam.       | mar.        |
| 30 | 3e tour prél. | dim.             | dim.             | Journée 2  | ven.      | lun.      | mer.      | 22            |               | Quarts de f.     | ven.         | Tunisie    | mer.        |
| 31 | ven.          | lun.             | lun.             |            | 12        |           | jeu.      | dim.          |               | Quarts de f.     |              | lun.       |             |
| | Juillet       | Août             | Août             | Septembre  | Octobre   | Novembre  | Décembre  | Janvier       | Février       | Mars             | Avril        | Mai        | Juin        |
| a : Du fait de la participation de l'équipe de France aux barrages en novembre, la journée 11 prévue le mercredi 28 octobre est reportée le jeudi 10 et le mardi 15 décembre. b : Rencontres reportées par la LFP à des dates choisies en fonction des demandes et des possibilités des clubs. |               |                  |                  |            |           |           |           |               |               |                  |              |            |             |

## Classement
Le classement est calculé avec le barème de points suivant : une victoire vaut trois points, le match nul un. La défaite ne rapporte aucun point.
Critères de départage :
1. plus grande « différence de buts générale » ;
2. plus grand nombre de buts marqués ;
3. plus grande « différence de buts particulière » ;
4. meilleure place au « Challenge du Fair-Play » (1 point par joueur averti, 3 points par joueur exclu)[7].

| Rang | Équipe                    | Pts | J  | G  | N  | P  | Bp | Bc | Diff |
| ---- | ------------------------- | --- | -- | -- | -- | -- | -- | -- | ---- |
| 1    | Olympique de Marseille L  | 78  | 38 | 23 | 9  | 6  | 69 | 36 | +33  |
| 2    | Olympique lyonnais        | 72  | 38 | 20 | 12 | 6  | 64 | 38 | +26  |
| 3    | AJ Auxerre                | 71  | 38 | 20 | 11 | 7  | 42 | 29 | +13  |
| 4    | Lille OSC                 | 70  | 38 | 21 | 7  | 10 | 72 | 40 | +32  |
| 5    | Montpellier HSC P         | 69  | 38 | 20 | 9  | 9  | 50 | 40 | +10  |
| 6    | Girondins de Bordeaux T S | 64  | 38 | 19 | 7  | 12 | 58 | 40 | +18  |
| 7    | FC Lorient                | 58  | 38 | 16 | 10 | 12 | 54 | 42 | +12  |
| 8    | AS Monaco                 | 55  | 38 | 15 | 10 | 13 | 39 | 45 | -6   |
| 9    | Stade rennais FC          | 53  | 38 | 14 | 11 | 13 | 52 | 41 | +11  |
| 10   | Valenciennes FC           | 52  | 38 | 14 | 10 | 14 | 50 | 50 | 0    |
| 11   | RC Lens P                 | 48  | 38 | 12 | 12 | 14 | 40 | 44 | -4   |
| 12   | AS Nancy-Lorraine         | 48  | 38 | 13 | 9  | 16 | 46 | 53 | -7   |
| 13   | Paris Saint-Germain C     | 47  | 38 | 12 | 11 | 15 | 50 | 46 | +4   |
| 14   | Toulouse FC               | 47  | 38 | 12 | 11 | 15 | 36 | 36 | 0    |
| 15   | OGC Nice                  | 44  | 38 | 11 | 11 | 16 | 41 | 57 | -16  |
| 16   | FC Sochaux-Montbéliard    | 41  | 38 | 11 | 8  | 19 | 28 | 52 | -24  |
| 17   | AS Saint-Étienne          | 40  | 38 | 10 | 10 | 18 | 27 | 45 | -18  |
| 18   | Le Mans UC                | 32  | 38 | 8  | 8  | 22 | 36 | 59 | -23  |
| 19   | US Boulogne P             | 31  | 38 | 7  | 10 | 21 | 31 | 62 | -31  |
| 20   | Grenoble Foot 38          | 23  | 38 | 5  | 8  | 25 | 31 | 61 | -30  |

| Qualifications pour la saison 2010-2011 - Phase de groupes de la Ligue des champions - Tour de barrages de la Ligue des champions - Tour de barrages de la Ligue Europa - 3e tour de qualification de la Ligue Europa | Relégations pour la saison 2010-2011 - Maintien en Ligue 1 - Relégation en Ligue 2 | Abréviations P : Promus en Ligue 1 en 2009 T : Tenant du titre 2009 C : Vainqueur de la Coupe de France 2009-2010 L : Vainqueur de la Coupe de la Ligue 2009-2010 S : Vainqueur du Trophée des champions 2009 |

### Journée par journée
La frise et le tableau ne prennent pas en compte des matchs joués en retard et de la 11e journée décalée pour le match de barrage des éliminatoires de la Coupe du monde 2010.
Leader du championnat
Évolution du classement
| Club | 1  | 2  | 3  | 4  | 5  | 6  | 7  | 8  | 9  | 10 | 11 | 12 | 13 | 14 | 15 | 16 | 17 | 18 | 19 | 20 | 21 | 22 | 23 | 24 | 25 | 26 | 27 | 28 | 29 | 30 | 31 | 32 | 33 | 34 | 35 | 36 | 37 | 38 |
| ---- | -- | -- | -- | -- | -- | -- | -- | -- | -- | -- | -- | -- | -- | -- | -- | -- | -- | -- | -- | -- | -- | -- | -- | -- | -- | -- | -- | -- | -- | -- | -- | -- | -- | -- | -- | -- | -- | -- |
| AJA  | 14 | 19 | 20 | 19 | 17 | 16 | 12 | 10 | 7  | 7  | 6  | 5  | 5  | 4  | 5  | 6  | 7  | 8  | 5  | 7  | 7  | 7  | 7  | 6  | 6  | 5  | 4  | 4  | 4  | 4  | 4  | 2  | 2  | 2  | 2  | 4  | 4  | 3  |
| FCGB | 1  | 2  | 1  | 1  | 1  | 1  | 1  | 2  | 3  | 1  | 1  | 1  | 1  | 2  | 1  | 1  | 1  | 1  | 1  | 1  | 1  | 1  | 1  | 1  | 1  | 2  | 2  | 2  | 2  | 2  | 5  | 5  | 6  | 6  | 5  | 6  | 6  | 6  |
| USB  | 20 | 12 | 7  | 8  | 8  | 11 | 14 | 16 | 16 | 17 | 18 | 19 | 19 | 19 | 19 | 19 | 19 | 19 | 19 | 19 | 19 | 19 | 19 | 19 | 19 | 19 | 19 | 19 | 19 | 19 | 19 | 19 | 19 | 19 | 19 | 19 | 19 | 19 |
| GF38 | 18 | 17 | 18 | 20 | 20 | 20 | 20 | 20 | 20 | 20 | 20 | 20 | 20 | 20 | 20 | 20 | 20 | 20 | 20 | 20 | 20 | 20 | 20 | 20 | 20 | 20 | 20 | 20 | 20 | 20 | 20 | 20 | 20 | 20 | 20 | 20 | 20 | 20 |
| MUC  | 10 | 15 | 12 | 14 | 14 | 17 | 15 | 19 | 17 | 18 | 15 | 16 | 18 | 18 | 18 | 18 | 17 | 18 | 17 | 18 | 18 | 18 | 18 | 18 | 18 | 18 | 18 | 18 | 18 | 18 | 18 | 18 | 18 | 18 | 18 | 18 | 18 | 18 |
| RCL  | 19 | 11 | 6  | 6  | 10 | 10 | 13 | 17 | 18 | 19 | 19 | 17 | 16 | 15 | 15 | 15 | 14 | 14 | 13 | 13 | 15 | 15 | 14 | 15 | 13 | 13 | 15 | 15 | 15 | 15 | 16 | 14 | 14 | 14 | 14 | 13 | 14 | 11 |
| LOSC | 13 | 16 | 16 | 18 | 16 | 15 | 17 | 13 | 15 | 15 | 14 | 13 | 11 | 14 | 11 | 9  | 5  | 3  | 3  | 2  | 4  | 3  | 4  | 4  | 4  | 6  | 6  | 5  | 5  | 5  | 6  | 6  | 5  | 4  | 4  | 3  | 2  | 4  |
| FCL  | 6  | 7  | 13 | 7  | 11 | 8  | 8  | 6  | 6  | 6  | 8  | 10 | 6  | 6  | 6  | 8  | 10 | 11 | 9  | 8  | 8  | 9  | 9  | 9  | 10 | 9  | 9  | 7  | 9  | 8  | 8  | 8  | 8  | 7  | 7  | 7  | 7  | 7  |
| OL   | 9  | 8  | 2  | 3  | 2  | 2  | 2  | 1  | 1  | 4  | 4  | 2  | 2  | 3  | 2  | 3  | 4  | 4  | 6  | 5  | 5  | 5  | 5  | 5  | 5  | 4  | 5  | 6  | 6  | 6  | 2  | 3  | 3  | 3  | 3  | 2  | 3  | 2  |
| OM   | 4  | 3  | 4  | 5  | 4  | 3  | 3  | 5  | 5  | 3  | 3  | 3  | 3  | 1  | 3  | 2  | 2  | 2  | 2  | 3  | 2  | 4  | 3  | 3  | 2  | 1  | 1  | 1  | 1  | 1  | 1  | 1  | 1  | 1  | 1  | 1  | 1  | 1  |
| ASM  | 8  | 13 | 8  | 12 | 7  | 5  | 7  | 4  | 4  | 2  | 2  | 4  | 4  | 5  | 4  | 4  | 6  | 7  | 7  | 6  | 6  | 6  | 6  | 7  | 7  | 7  | 7  | 9  | 8  | 9  | 10 | 9  | 9  | 9  | 9  | 9  | 8  | 8  |
| MHSC | 12 | 14 | 10 | 4  | 3  | 7  | 4  | 3  | 2  | 5  | 5  | 8  | 9  | 8  | 9  | 7  | 3  | 5  | 4  | 4  | 3  | 2  | 2  | 2  | 3  | 3  | 3  | 3  | 3  | 3  | 3  | 4  | 4  | 5  | 6  | 5  | 5  | 5  |
| ASNL | 3  | 1  | 5  | 9  | 9  | 12 | 9  | 9  | 13 | 12 | 10 | 7  | 10 | 11 | 13 | 13 | 13 | 12 | 12 | 14 | 14 | 12 | 12 | 12 | 14 | 14 | 12 | 13 | 13 | 12 | 11 | 13 | 13 | 12 | 12 | 12 | 12 | 12 |
| OGCN | 5  | 6  | 14 | 15 | 18 | 19 | 19 | 18 | 19 | 14 | 16 | 15 | 13 | 12 | 14 | 14 | 16 | 16 | 16 | 16 | 16 | 16 | 17 | 17 | 17 | 17 | 17 | 16 | 16 | 16 | 15 | 16 | 16 | 15 | 15 | 15 | 15 | 15 |
| PSG  | 11 | 5  | 3  | 2  | 5  | 6  | 6  | 7  | 9  | 13 | 13 | 11 | 12 | 10 | 10 | 11 | 9  | 10 | 8  | 10 | 11 | 14 | 15 | 14 | 12 | 12 | 15 | 12 | 12 | 11 | 12 | 11 | 11 | 11 | 11 | 11 | 11 | 13 |
| SRFC | 2  | 4  | 9  | 10 | 6  | 4  | 5  | 8  | 8  | 8  | 11 | 12 | 14 | 13 | 12 | 12 | 11 | 6  | 10 | 9  | 9  | 8  | 8  | 8  | 9  | 10 | 10 | 8  | 7  | 7  | 7  | 7  | 7  | 8  | 8  | 8  | 9  | 9  |
| ASSE | 17 | 20 | 19 | 17 | 19 | 18 | 16 | 12 | 14 | 16 | 17 | 18 | 17 | 17 | 17 | 17 | 18 | 17 | 18 | 17 | 17 | 17 | 16 | 16 | 16 | 16 | 16 | 17 | 17 | 17 | 17 | 17 | 17 | 17 | 17 | 17 | 17 | 17 |
| FCSM | 7  | 10 | 15 | 11 | 12 | 14 | 18 | 14 | 11 | 10 | 12 | 14 | 15 | 16 | 16 | 16 | 15 | 15 | 14 | 15 | 13 | 13 | 13 | 13 | 15 | 15 | 13 | 14 | 14 | 14 | 14 | 15 | 15 | 16 | 16 | 16 | 16 | 16 |
| TFC  | 15 | 9  | 11 | 13 | 13 | 9  | 11 | 15 | 12 | 11 | 7  | 9  | 8  | 9  | 7  | 10 | 12 | 13 | 15 | 11 | 12 | 10 | 10 | 11 | 11 | 11 | 11 | 11 | 11 | 13 | 13 | 12 | 12 | 13 | 13 | 14 | 13 | 14 |
| VAFC | 16 | 18 | 17 | 16 | 15 | 13 | 10 | 11 | 10 | 9  | 8  | 6  | 7  | 7  | 8  | 5  | 8  | 9  | 11 | 12 | 10 | 11 | 11 | 10 | 8  | 8  | 8  | 10 | 10 | 10 | 9  | 10 | 10 | 10 | 10 | 10 | 10 | 10 |

### Matchs
| Résultats (▼dom., ►ext.)                                   | AJA | FCGB | USB | GF38 | MUC | RCL | LOSC | FCL | OL  | OM  | ASM | MHSC | ASNL | OGCN | PSG | SRFC | ASSE | FCSM | TFC | VAFC |
| AJ Auxerre                                                 |     | 1-0  | 0-0 | 2-0  | 2-1 | 0-0 | 3-2  | 4-1 | 0-3 | 0-0 | 2-0 | 2-1  | 1-3  | 2-0  | 1-1 | 1-0  | 1-0  | 0-1  | 1-1 | 1-0  |
| FC Girondins de Bordeaux                                   | 1-2 |      | 0-0 | 1-0  | 3-0 | 4-1 | 3-1  | 4-1 | 2-2 | 1-1 | 1-0 | 1-1  | 1-2  | 4-0  | 1-0 | 1-0  | 3-1  | 2-0  | 1-0 | 0-1  |
| US Boulogne                                                | 0-0 | 0-2  |     | 2-1  | 1-3 | 2-1 | 2-3  | 2-0 | 0-0 | 1-2 | 1-3 | 0-2  | 1-2  | 3-3  | 2-5 | 1-0  | 0-1  | 0-0  | 1-1 | 0-2  |
| Grenoble Foot 38                                           | 5-0 | 1-3  | 2-0 |      | 1-1 | 1-2 | 0-2  | 1-2 | 1-1 | 0-2 | 0-0 | 2-3  | 1-2  | 1-1  | 4-0 | 0-4  | 1-2  | 2-2  | 1-0 | 0-1  |
| Le Mans UC 72                                              | 0-1 | 2-1  | 1-1 | 1-0  |     | 3-0 | 1-2  | 0-3 | 2-2 | 1-2 | 1-1 | 2-2  | 2-1  | 0-1  | 1-0 | 1-3  | 1-1  | 0-0  | 1-3 | 2-1  |
| RC Lens                                                    | 2-0 | 4-3  | 3-0 | 1-1  | 2-1 |     | 1-1  | 1-1 | 0-2 | 1-0 | 3-0 | 0-1  | 2-1  | 2-0  | 1-1 | 2-2  | 1-0  | 0-0  | 0-2 | 1-1  |
| Lille OSC                                                  | 1-2 | 2-0  | 3-1 | 1-0  | 3-0 | 1-0 |      | 1-2 | 4-3 | 3-2 | 4-0 | 4-1  | 3-1  | 1-1  | 3-1 | 0-0  | 4-0  | 1-0  | 1-1 | 4-0  |
| FC Lorient                                                 | 0-0 | 1-0  | 5-0 | 2-2  | 1-0 | 1-0 | 2-1  |     | 1-3 | 1-2 | 2-2 | 2-2  | 3-1  | 4-1  | 1-1 | 1-1  | 4-0  | 1-0  | 1-1 | 3-2  |
| Olympique lyonnais                                         | 2-1 | 0-1  | 2-0 | 2-0  | 2-0 | 1-0 | 1-1  | 1-0 |     | 5-5 | 3-0 | 1-2  | 3-1  | 2-0  | 2-1 | 1-1  | 1-1  | 0-2  | 2-1 | 1-0  |
| Olympique de Marseille                                     | 0-2 | 0-0  | 2-0 | 2-0  | 2-1 | 1-0 | 1-0  | 1-1 | 2-1 |     | 1-2 | 4-2  | 3-1  | 4-1  | 1-0 | 3-1  | 1-0  | 3-0  | 1-1 | 5-1  |
| AS Monaco FC                                               | 0-0 | 0-0  | 1-0 | 0-0  | 1-1 | 2-0 | 0-4  | 2-0 | 1-1 | 1-2 |     | 4-0  | 2-1  | 3-2  | 2-0 | 1-0  | 1-2  | 2-0  | 1-0 | 2-1  |
| Montpellier HSC                                            | 1-1 | 0-1  | 1-0 | 1-0  | 2-1 | 1-0 | 2-0  | 2-1 | 0-1 | 2-0 | 0-0 |      | 0-2  | 1-0  | 1-1 | 3-1  | 2-1  | 2-0  | 1-1 | 2-1  |
| AS Nancy-Lorraine                                          | 0-1 | 0-3  | 1-3 | 0-2  | 3-2 | 5-1 | 0-4  | 1-0 | 0-2 | 0-3 | 4-0 | 0-0  |      | 2-0  | 0-0 | 1-2  | 0-1  | 2-1  | 0-0 | 1-1  |
| OGC Nice                                                   | 0-1 | 1-1  | 2-2 | 2-1  | 1-0 | 0-0 | 1-1  | 1-0 | 4-1 | 1-3 | 1-3 | 0-3  | 2-3  |      | 1-0 | 1-1  | 1-1  | 0-0  | 1-0 | 3-2  |
| Paris SG                                                   | 1-0 | 3-1  | 3-0 | 4-0  | 3-1 | 1-1 | 3-0  | 0-3 | 1-1 | 0-3 | 0-1 | 1-3  | 1-1  | 0-1  |     | 1-1  | 3-0  | 4-1  | 1-0 | 2-2  |
| Stade rennais FC                                           | 0-1 | 4-2  | 3-0 | 4-0  | 2-1 | 1-1 | 1-2  | 1-0 | 1-2 | 1-1 | 1-0 | 3-0  | 0-0  | 2-2  | 1-0 |      | 1-0  | 1-2  | 4-1 | 0-3  |
| AS Saint-Étienne                                           | 1-1 | 3-1  | 0-1 | 1-0  | 2-0 | 1-4 | 1-1  | 0-2 | 0-1 | 0-0 | 3-0 | 1-0  | 0-0  | 0-2  | 0-0 | 0-0  |      | 0-0  | 0-1 | 0-2  |
| FC Sochaux                                                 | 1-2 | 2-3  | 0-3 | 1-0  | 1-0 | 1-2 | 2-1  | 1-0 | 0-4 | 0-1 | 1-0 | 0-1  | 1-1  | 1-0  | 1-4 | 2-0  | 0-2  |      | 1-0 | 2-5  |
| Toulouse FC                                                | 0-3 | 1-2  | 1-0 | 4-0  | 2-0 | 1-0 | 0-2  | 0-1 | 0-0 | 1-1 | 0-0 | 0-1  | 0-0  | 0-2  | 1-0 | 3-2  | 3-1  | 2-0  |     | 0-1  |
| Valenciennes FC                                            | 0-0 | 2-0  | 1-1 | 2-0  | 0-1 | 0-0 | 1-0  | 0-0 | 2-2 | 3-2 | 3-1 | 1-1  | 1-3  | 2-1  | 2-3 | 0-2  | 1-0  | 1-1  | 1-3 |      |
| - Victoire à domicile - Match nul - Victoire à l'extérieur |     |      |     |      |     |     |      |     |     |     |     |      |      |      |     |      |      |      |     |      |

| Club                   | Aller     | Total | Retour    | Club                     |
| ---------------------- | --------- | ----- | --------- | ------------------------ |
| Olympique de Marseille | (J04) 0-0 | 1-1   | 1-1 (J20) | FC Girondins de Bordeaux |
| RC Lens                | (J06) 1-1 | 1-2   | 0-1 (J22) | Lille OSC                |
| OGC Nice               | (J06) 1-3 | 3-6   | 2-3 (J22) | AS Monaco FC             |
| Olympique de Marseille | (J10) 1-0 | 4-0   | 3-0 (J26) | Paris Saint Germain      |
| AS Saint-Étienne       | (J12) 0-1 | 1-2   | 1-1 (J28) | Olympique lyonnais       |
| Olympique lyonnais     | (J13) 5-5 | 6-7   | 1-2 (J29) | Olympique de Marseille   |
| Lille OSC              | (J15) 4-0 | 4-1   | 0-1 (J31) | Valenciennes FC          |
| US Boulogne            | (J16) 2-1 | 2-4   | 0-3 (J32) | RC Lens                  |
| Stade rennais FC       | (J16) 1-0 | 2-1   | 1-1 (J32) | FC Lorient               |
| OGC Nice               | (J16) 1-3 | 2-7   | 1-4 (J32) | Olympique de Marseille   |
| Olympique lyonnais     | (J17) 0-1 | 2-3   | 2-2 (J33) | FC Girondins de Bordeaux |
| Toulouse FC            | (J17) 0-1 | 1-2   | 1-1 (J33) | Montpellier HSC          |
| Toulouse FC            | (J19) 1-2 | 1-3   | 0-1 (J35) | FC Girondins de Bordeaux |

## Événements de la saison

### Avant-saison
- Le conseil d'administration de la LFP a adopté le vendredi 5 juin le calendrier[8] des rencontres de Ligue 1 pour la saison 2009/2010[9]. Les vœux des quatre clubs nordistes (Lille, Valenciennes, Lens et Boulogne) ont été pris en compte pour minimiser l'impact de la concurrence locale. Une autre nouveauté a été instaurée : la première journée du championnat comportera désormais traditionnellement le match entre le champion de Ligue 1 et le champion de Ligue 2. Et enfin, les trois premières journées du championnat correspondent aux trois dernières, au lieu uniquement de la première et de la dernière auparavant.

| Équipe          | Entraîneur partant | Date de départ | Remplacé par        | Date d'entrée en fonction |
| --------------- | ------------------ | -------------- | ------------------- | ------------------------- |
| Boulogne        | Philippe Montanier | 1er juin 2009  | Laurent Guyot       | 9 juin 2009               |
| Marseille       | Eric Gerets        | 1er juin 2009  | Didier Deschamps    | 1er juin 2009             |
| Monaco          | Ricardo Gomes      | 1er juin 2009  | Guy Lacombe         | 1er juin 2009             |
| Valenciennes    | Antoine Kombouaré  | 1er juin 2009  | Philippe Montanier  | 1er juin 2009             |
| Paris           | Paul Le Guen       | 1er juin 2009  | Antoine Kombouaré   | 1er juin 2009             |
| Nice            | Frédéric Antonetti | 1er juin 2009  | Didier Ollé-Nicolle | 1er juin 2009             |
| Rennes          | Guy Lacombe        | 1er juin 2009  | Frédéric Antonetti  | 1er juin 2009             |
| Le Mans         | Arnaud Cormier     | 1er juin 2009  | Paulo Duarte        | 1er juin 2009             |
| Montpellier HSC | Rolland Courbis    | 1er juin 2009  | René Girard         | 1er juin 2009             |

### Juillet 2009
- 25 juillet : les Girondins de Bordeaux remportent le Trophée des champions face à l'En Avant de Guingamp délocalisé spécialement à Montréal (2-0).
- 30 juillet (Ligue Europa - 3e tour aller) : en match aller du troisième tour de qualification de la Ligue Europa, le LOSC est allé s'imposer sur la pelouse du club serbe de Sevojno (0-2).

### Août 2009
- 6 août (Ligue Europa - 3e tour retour) : pour le match retour du troisième tour de qualification de la Ligue Europa, le LOSC s'est imposé à domicile contre Sevojno 2-0. Lille se qualifie donc pour le tour de barrages et rejoint Toulouse et Guingamp.
- 8-9 août (1re journée) : grâce à sa victoire face au promu et champion lensois 4-1, Bordeaux frappe un grand coup d'entrée prend la tête du classement à la fin de cette première journée. Rennes, large vainqueur de Boulogne (3-0) complète le podium avec Nancy.
- 15-16 août (2e journée) : Marseille s'est imposé au stade de la Mosson face au LOSC sur le score de 1-0. L'OM rejoint Nancy, leader à la différence de buts, et Bordeaux en tête du classement tous deux vainqueurs respectivement de Monaco et de Sochaux.
- 19 août (Ligue des Champions - Barrages aller) : pour le match aller des barrages de la Ligue des Champions, Lyon scelle quasiment sa qualification pour la phase de groupes en s'imposant face à Anderlecht sur le score sans appel de 5-1 à Gerland.
- 22-23 août (3e journée) : après le nul de Marseille à Rennes (1-1) et la défaite de Nancy au Mans (2-1), Bordeaux se retrouve seul en tête grâce à une victoire 4-0 face à Nice. Les Girondins devancent de 2 points Lyon, le PSG et Marseille. Lille et Toulouse, tous deux vainqueurs de leur match aller de barrages de Ligue Europa se neutralisent (1-1).
- 25 août (Ligue des Champions - Barrages retour) : Pour le match retour des barrages de la Ligue des Champions, Lyon valide son ticket pour la phase de groupes en gagnant à Anderlecht avec un triplé de Lisandro López (1-3).
- 27 août (Ligue Europa - Barrages) : vainqueurs à l'aller face aux Belges du KRC Genk (1-2), les joueurs du LOSC s'imposent sans problème au Stadium Nord. Un doublé de De Melo ainsi que des buts de Dumont et Hazard scelle la victoire lilloise 4 buts à 2 et la qualification à la phase de groupes. Eux aussi vainqueurs à l'aller (1-3), les Toulousains ont peiné face à des Turcs revanchards de Trabzonspor et s'inclinent finalement à domicile (0-1), une défaite qui ne remet pas néanmoins en cause la qualification du TFC. Guingamp n'a pu lutter contre Hambourg, demi-finaliste de la dernière coupe UEFA (1-5, 3-1).
- 29-30 août (4e journée): dans une rencontre riche en occasions et en émotions (hommage rendu à Robert Louis-Dreyfus, défunt actionnaire de l'Olympique de Marseille), Bordeaux a obtenu un résultat nul et vierge au Stade Vélodrome et devance Lyon et Paris grâce à une meilleure différence de but.

### Septembre 2009
- 12-13 septembre (5e journée) : les trois clubs engagés en Ligue des champions ont bien préparé leur rendez-vous européen. Bordeaux s'est rassuré en battant à domicile Grenoble 1 but à 0. L'Olympique de Marseille s'impose sur la pelouse du Mans (1-2). Lyon prend le meilleur sur Lorient (1-0). Lille, aussi engagé dans une coupe d'Europe (Ligue Europa), s'offre sa première victoire en championnat face à Sochaux (1-0). Le Montpellier HSC confirme un très bon début de saison (1-0 à domicile face à Lens). Le premier choc entre deux clubs nordistes, Valenciennes et Boulogne, s'est soldé sur un match nul (1-1). Le Paris SG s'effondre en toute fin de match et s'incline 2 buts à 0 à Monaco. Saint-Étienne dans une situation toujours aussi préoccupante perd cette fois à Rennes. Enfin, l'AJ Auxerre marque ses deux premiers buts de la saison et bat l'OGC Nice (2-0).
- 15-16 septembre (Ligue des Champions - 1re journée) : rencontres franco-italiennes en Ligue des Champions. Dans le groupe A, Bordeaux réussit son déplacement à Turin (1-1) tandis que dans le groupe C, l'Olympique de Marseille commence mal sa campagne européenne à domicile face au Milan AC (1-2). Lyon se facilite les choses en s'imposant d'entrée face à la Fiorentina dans le groupe E (1-0).
- 17 septembre (Ligue Europa - 1re journée): En Ligue Europa, Lille obtient le nul face à Valence (1-1) et Toulouse s'impose à l'extérieur face au Partizan Belgrade (2-3).
- 19-20 septembre (6e journée) : Bordeaux s'impose sans surprise face au promu boulonnais (0-2) et Rennes enfonce Grenoble (0-4) dans les profondeurs du classement (le seul club sans aucun point en 6 journées de Ligue 1). Valenciennes s'impose encore une fois à l'extérieur cette fois à Sochaux (2-5), tout le contraire des saisons dernières (aucune victoire à l'extérieur entre août 2007 et août 2009). Le Montpellier HSC cale face à l'Olympique de Marseille (4-2). Dans le derby du Nord, Lille revient de loin en arrachant le match nul (1-1) dans les dernières secondes du temps additionnel, à l'instar de Lyon qui décroche un match nul sur le même score à la 85e minute à Paris. L'AS Monaco s'impose à Nice dans le derby de la Côte d'Azur (3-1). Bordeaux est toujours en tête au classement.
- 26-27 septembre (7e journée) : première défaite de la saison pour l'OM, battu 3-2 à Valenciennes après avoir mené 2 fois au score. Quant au GF38, le club s'enfonce un peu plus dans la crise avec une septième défaite d'affilée en championnat à Auxerre (2-0). Ceci constitue le record absolu du plus mauvais début de saison d'un club en Ligue 1. En effet, jamais un club n'avait commencé sa saison par une série de 7 défaites consécutives (8 si on prend en compte la défaite grenobloise en Coupe de la Ligue face à Lorient). De son côté, St-Étienne sort de la zone rouge en allant s'imposer à Monaco (1-2).
- 29-30 septembre (Ligue des Champions - 2e journée) : l'Olympique lyonnais a pris la tête du groupe E en s'imposant sur le terrain du Debrecen VSC (0-4), profitant de la défaite de Liverpool sur le terrain de la Fiorentina (2-0). Grâce au but de Ciani face au Maccabi Haïfa (1-0), les Girondins de Bordeaux se portent en tête du classement du groupe A, profitant du match nul entre le Bayern Munich et la Juventus (0-0). Quant à Marseille, qui s'est incliné sur le terrain du Real Madrid (3-0), se retrouve lanterne rouge dans la poule C.

### Octobre 2009
- 1er octobre (Ligue Europa - 2e journée) : grâce à sa large victoire à Prague (1-5), Lille prend la deuxième place du groupe B à égalité de points avec Valence vainqueur du Genoa (3-2). Toulouse prend lui aussi la deuxième place de son groupe derrière le Shakhtar Donetsk, après un nul concédé dans les ultimes secondes face au FC Bruges (2-2).
- 3-4 octobre (8e journée) : L'AS Saint-Etienne réalise une très belle performance en faisant tomber à domicile les Bordelais, invaincus de Ligue 1 depuis le 7 mars 2009. Lyon, vainqueur du RC Lens (0-2) prend la tête du championnat alors que le Montpellier HSC, en s'imposant sur la pelouse du Grenoble Foot 38 (2-3, huitième défaite en championnat sur huit matchs) prend la troisième place du classement à la suite de la défaite de l'OM face à Monaco.
- 17-18 octobre (9e journée) : le Montpellier HSC et l'Olympique de Marseille, vainqueurs respectivement de l'AS Saint-Étienne (2-1) et de l'AS Nancy-Lorraine (0-3) ont profité des faux pas des Girondins de Bordeaux à Auxerre (1-0) et de l'Olympique lyonnais à domicile face à Sochaux (0-2). Plus tard dans la soirée, le Lille OSC, malgré une large domination à domicile, se heurte au Stade rennais (0-0).
- 20-22 octobre (Ligue des Champions - 3e journée) : sans faute pour les clubs Français en Ligue des Champions. L'Olympique lyonnais qui se déplaçait à Anfield, le stade mythique de Liverpool, ont renversé la situation pour finalement s'imposer dans les arrêts de jeu (1-2). Les Girondins de Bordeaux se sont imposés à domicile face au Bayern Munich (2-1) tandis que l'Olympique de Marseille a battu le FC Zurich (0-1) en Suisse. Lyon et Bordeaux prennent une option sérieuse pour la qualification en huitièmes de finale tandis que Marseille se relance dans le groupe C.
- 22 octobre (Ligue Europa - 3e journée) : Lille complète la belle semaine des clubs français en faisant un grand pas vers la qualification grâce à une belle victoire contre les italiens de Genoa (3-0) à Villeneuve-d'Ascq. Malheureusement, Toulouse ne permet pas le grand chelem en s'inclinant lourdement sur la pelouse du champion en titre le Shakhtar Donetsk (4-0).
- 24-25 octobre (10e journée) : en battant Le Mans à domicile, les Girondins de Bordeaux reprennent la tête du championnat de Ligue 1 profitant des défaites conjuguées de l'Olympique lyonnais (4-1 pour Nice) et de Montpellier HSC (3-0 pour Rennes). L'AS Monaco lui aussi profite de ces faux-pas en s'imposant chez le promu boulonnais (1-3). Nancy renverse la situation et s'impose finalement à Grenoble (1-2) qui concède sa dixième défaite d'affilée. Sur une excellente série de trois matches victorieux, l'AJ Auxerre confirme son regain de forme en battant le LOSC, également dans une spirale positive malgré la défaite (3-2). Toulouse réalise une bonne opération en s'imposant au stade Bollaert (0-2) et enfonce le RC Lens dans la zone rouge.
- 31 octobre (12e journée) : dans le choc opposant les Girondins de Bordeaux et l'AS Monaco, les hommes de Laurent Blanc se sont imposés (1-0), gardant la tête de la Ligue 1. En battant le Montpellier HSC (2-1), l'AJ Auxerre enchaîne une cinquième victoire et se replace dans la course au podium. L'Olympique de Marseille de son côté a été contraint au match nul face au Toulouse FC (1-1). Le LOSC a infligé au GF38 sa onzième défaite consécutive de la saison (0-2) alors que l'AS Nancy-Lorraine s'est imposé dans les dernières minutes à Boulogne (1-2). Dans le derby rhône-alpin, l'Olympique lyonnais s'est imposé face à l'AS Saint-Étienne grâce à l'ancien Stéphanois Gomis (0-1).

### Novembre 2009
- 1er novembre (12e journée) : en remportant son deuxième succès de suite à l'extérieur sur la pelouse du Stade rennais (0-3), Valenciennes se rapproche du podium, à deux points de la troisième place. L'OGC Nice a battu Le Mans UC 72 qui reste en position de relégable (1-0). Le PSG s'est largement imposé sur la pelouse sochalienne (1-4) et grâce à ce premier succès depuis deux mois, les Parisiens remontent à la dixième place.
- 3-4 novembre (Ligue des Champions - 4e journée) : avec une nouvelle victoire face au Bayern Munich (0-2), Bordeaux est premier du classement du groupe A et se qualifie brillamment pour les 8es de finale de la compétition. Bordeaux qui est rejoint par Lyon à la suite du match nul face au Liverpool FC arraché à la dernière minute sur un but de Lisandro López (1-1). En s'imposant de manière écrasante face au FC Zürich (6-1), l'Olympique de Marseille se replace dans la course à la qualification, à un point des milanais et madrilènes.
- 5 novembre (Ligue Europa - 4e journée) : Lille s'incline dans le temps additionnel et après avoir rattrapé son retard de 2 buts sur le terrain du Genoa CFC (3-2) alors que le TFC concède la défaite sur son terrain face au Shakhtar Donetsk après avoir résisté pendant une mi-temps (0-2).
- 7-8 novembre (13ejournée) : Auxerre décroche un sixième succès de rang, cette fois sur le terrain du Mans (0-1). Saint-Étienne et l'OGC Nice s'imposent sur le même score, respectivement à Nancy et à Paris. Toujours à l'extérieur, Lens réalise une excellente opération en l'emportant à Sochaux (1-2). Le Valenciennes FC et le Montpellier HSC se neutralisent (1-1). Grenoble marque son premier point inscrit grâce à un match nul à Monaco (0-0). Lorient atomise l'US Boulogne à domicile (5-0) qui se retrouve reléguable. Lille a réussi l'exploit de battre Bordeaux à domicile (2-0), Toulouse s'impose face au Stade rennais (3-2). Le choc des Olympiques a tenu toutes ses promesses avec dix buts, cinq de chaque côté, un scénario absolument hallucinant et des arrêts décisifs (5-5)[10]. Sur le plan comptable, ni Lyon ni Marseille ne profite vraiment de ce résultat. Les Girondins de Bordeaux restent en tête à 1 point de l'Olympique lyonnais.
- 20 novembre (10ejournée) : reportée pour cause de grippe A un mois plus tôt, l'affiche de la 10e journée a finalement vu triompher l'Olympique de Marseille face au Paris Saint-Germain (1-0). Cette victoire permet à Marseille de remonter à la quatrième place.
- 21-22 novembre (14ejournée) : Auxerre, après une septième victoire de suite, prend, provisoirement, la tête du championnat grâce à sa victoire contre Monaco (2-0), un rang que le club n'a plus connu depuis la saison 2002-2003. Les Girondins de Bordeaux chutent donc à la deuxième place du classement après leur défaite à domicile (la première depuis le 7 octobre 2007) face à Valenciennes (0-1). Lyon est accroché à Grenoble (1-1) et passe 3e. Lens a confirmé sa remontée au classement grâce à sa victoire contre l'AS Nancy-Lorraine (2-1). Le Stade rennais lui aussi s'impose à domicile cette fois-ci contre Le Mans (2-1). En s'imposant au stade Geoffroy-Guichard (0-2) face à l'AS Saint-Étienne, le FC Lorient se hisse à la quatrième place de la Ligue 1. Dans le même temps, l'OGC Nice a battu le Toulouse FC (1-0) avec une nouvelle réalisation de Rémy sur pénalty. Grâce à un doublé de Montaño, le Montpellier HSC a dominé le Lille OSC (2-0) et reste invaincu à domicile. Au classement, Montpellier remonte à la cinquième place tandis que Lille reste quatorzième.
- 24-25 novembre (Ligue des Champions - 5e journée) : en s'imposant brillamment face à la Juventus, les Girondins de Bordeaux s'assurent la première place qualificative de leur groupe (2-0) tandis que l'Olympique lyonnais s'est incliné sur le terrain de la Fiorentina (1-0) qui assure sa qualification et reprend la première place de son groupe aux dépens de Lyon. Rien n'est joué pour l'Olympique de Marseille qui repart frustré de Milan après un beau match nul (1-1).
- 28-29 novembre (15ejournée) :  les Lillois ont profité du derby nordiste pour enchaîner une deuxième victoire consécutive à domicile. Opposé au Valenciennes FC, meilleure équipe de Ligue 1 à l'extérieur, le LOSC offre une belle et large à ses supporters (4-0). Face à l'AJ Auxerre, Paris s'impose également dans un match équilibré (1-0). Autres victoires à domicile pour Toulouse, face à Boulogne (1-0), et Sochaux, vainqueur d'un Nice pourtant en forme (1-0) et pour Lens gagne chez lui grâce à un but dans les arrêts de jeu face à l'Olympique de Marseille (1-0). Grâce à ce succès hors de leurs bases à Nancy, les Girondins de Bordeaux retrouvent la première place du classement (0-3). Dans un duel du bas de classement, Le Mans et l'AS Saint-Etienne n'ont pu se départager (1-1). Grâce à son bon match nul face à l'Olympique lyonnais au stade de Gerland (1-1), le Stade rennais se retrouve à la dixième place de Ligue 1 tandis que les Lyonnais restent à portée de points des Bordelais.

### Décembre 2009
- 2 décembre (14e journée) : dans un match riche en buts, le PSG s'impose au stade de la Libération face à Boulogne (2-5). Les Parisiens accèdent à la septième place et les Boulonnais restent dans la zone rouge à la dix-neuvième place.
- 2-3 décembre (Ligue Europa - 5e journée) : après sa défaite face au Valence CF (3-1), Lille redescend à la deuxième place de sa poule mais leur destin est toujours entre leurs mains. En s'imposant face au Partizan (1-0), le Toulouse FC s'est complètement relancé dans la course à la qualification pour les seizièmes de finale.
- 5-6 décembre (16e journée) : leader du championnat, les Girondins de Bordeaux compte sur la réception du Paris Saint-Germain pour prendre de l'avance en attendant les matches de ses poursuivants directs. Objectif réussi avec cette victoire obtenue grâce à Plašil contre une bonne opposition parisienne (1-0). De son côté, le Valenciennes FC retrouve le chemin de la victoire au stade Nungesser (3-1). Au stade du Ray, les Marseillais gagnent le derby méditerranéen face à l'OGC Nice (1-3). Dans un autre derby, les Rennais dominent une nouvelle fois les Lorientais à domicile (1-0). L'AS Saint-Etienne et le FC Sochaux-Montbéliard font match nul (0-0). Le Montpellier HSC a remporté sa sixième victoire de suite à la Mosson face au Mans qui enchaîne les défaites à l'extérieur (2-1). Opposé au Téfécé, le Grenoble Foot 38 a pu célébrer sa première victoire de la saison (1-0). Boulogne a retrouvé le chemin du succès face au RC Lens (2-1) dans le derby du Pas-de-Calais et l'AS Nancy-Lorraine a surpris l'AJ Auxerre (1-3). Mené à la pause par un triplé de Lisandro (1-3), le LOSC s'est finalement imposé dans les arrêts de jeu face à l'Olympique lyonnais (4-3). Ce résultat profite aux Girondins de Bordeaux qui conserve donc cinq points d'avance sur le Montpellier HSC et permet aux lillois de remonter à la dixième place.
- 8-9 décembre (Ligue des Champions - 6e journée) : les Girondins de Bordeaux terminent sur une cinquième victoire la phase de poules au Maccabi Haïfa (0-1) tandis que l'Olympique de Marseille s'est incliné face au Real Madrid (1-3) mais se qualifie pour la Ligue Europa. En clôture de la phase de poules, l'Olympique lyonnais, déjà qualifié pour les huitièmes de finale, s'est largement imposé face à Debrecen (4-0). Malgré cette victoire, les Lyonnais restent à la deuxième place du groupe à cause d'une victoire la Fiorentina à Liverpool à la 92e minute (1-2).
- 10 décembre (11e journée) : Reportée à la suite des barrages de l'Équipe de France contre l'Irlande, cette journée a débuté avec la belle victoire du LOSC face à l'AS Saint-Etienne (4-0) et celle du TFC sur Sochaux (2-0).
- 12-13 décembre (17e journée) : pour leur première confrontation officielle, l'Olympique de Marseille n'est pas tombé dans le piège tendu par Boulogne (2-0). Les Olympiens remontent à la deuxième place du championnat avec un match de retard. Le Stade rennais confirme son retour dans la course à l'Europe en remportant une nouvelle victoire à l'extérieur sur la pelouse de Nancy (1-2). Lorient et Auxerre se neutralisaient (0-0). Au stade Bollaert, le RC Lens s'impose face à l'OGC Nice (2-0). L'AS Saint-Etienne sombre au Parc des Princes face au PSG (3-0, score acquis à la mi-temps). 2 jours plus tard, Alain Perrin est démis de ses fonctions et remplacé par son adjoint Christophe Galtier.
- 15-16 décembre (11e journée) : le Valenciennes FC et l'AJ Auxerre n'ont pu se départager (0-0) à Nungesser. Les Girondins de Bordeaux mettent fin à l'invincibilité de leur dauphin à domicile (0-1), le Montpellier HSC. L'Olympique lyonnais se relance face à Boulogne (2-0). L'AS Monaco stoppe lui aussi une série négative avec la victoire face au Stade rennais (1-0). Nancy domine l'OGC Nice (2-0) et prend ses distances avec la zone rouge. Zone du classement dont s'extrait Le Mans après une victoire contre Grenoble toujours lanterne rouge (1-0).L'Olympique de Marseille prend la seconde place en s'imposant au temps additionnel (1-2) face au FC Lorient. Enfin, le PSG et Lens repartaient dos à dos (1-1). Douze ans après son dernier but dans le championnat, Claude Makelele a de nouveau trouvé le chemin des filets.
- 16-17 décembre (Ligue Europa - 6e journée) : dans l'obligation de battre le FC Bruges pour atteindre les seizièmes de finale, le Toulouse FC s'est incliné (1-0) et termine troisième de sa poule, éliminé des compétitions européennes. Le LOSC, assuré de sa qualification en cas de victoire, n'a laissé aucune place au doute en s'imposant face au Slavia Prague (3-1).

- 19-20 décembre (18e journée) : Opposé au FC Lorient, Bordeaux offre une superbe victoire à ses supporters pour son dernier match de l'année à domicile (4-1). Le Stade rennais qui recevait le Paris Saint-Germain s'impose lui aussi (1-0). Cinquième victoire hors de leurs bases pour les Nancéiens sur la pelouse du Montpellier HSC (0-2). Dans le match des extrêmes, les stéphanois, réduits à dix au bout de 8 minutes de jeu, n'ont pas craqué face à Marseille (0-0). Le GF38 partage les points avec l'OGC Nice (1-1). Valenciennes et le Lens se neutralisaient au cours du dernier derby du Nord-Pas-de-Calais de l'année (0-0). En grande forme en cette fin d'année, le LOSC s'est imposé avec la manière contre Le Mans UC 72 (3-0). L'AJ Auxerre et le Toulouse FC ont partagé les points (1-1). Dans un match équilibré, l'AS Monaco et l'Olympique lyonnais se sont neutralisés au stade Louis-II (1-1). Ce match nul ne satisfait aucune des deux équipes mais ce nouveau point permet aux Lyonnais de reprendre la quatrième place.
- 22-23 décembre (19e journée) : Au terme d'un match âpre, le RC Lens s'impose dans les arrêts de jeu face à l'AS Saint-Etienne malgré un formidable Janot (1-0). Le LOSC poursuit son impressionnante série en cours en disposant facilement de l'AS Nancy-Lorraine par un nouveau score fleuve (0-4). L'Olympique de Marseille se fait surprendre sur son terrain par l'AJ Auxerre (0-2). Les Phocéens sont éjectés du podium alors que le Montpellier HSC crée la surprise en s'imposant sur le terrain de l'Olympique lyonnais (1-2) désormais à 13 points du leader. Lorient obtient un joli succès face à Valenciennes (3-2). Le PSG bat facilement Grenoble à domicile (4-0). Les Girondins de Bordeaux réalisent une excellente opération comptable en s'imposant sur le terrain du TFC (1-2) et deviennent champions d'automne.

### Janvier 2010
- 13 janvier (15e et 18e journées) : Reporté en raison de la grippe H1N1, l'AS Monaco a réalisé une très belle opération en dominant largement le Montpellier HSC (4-0). L'ASM réalise une très belle opération comptable avec ce succès et remonte dans la première partie du tableau à la septième place. Dans un match dominé par Boulogne, Sochaux repart tout de même avec le point du nul (0-0).
- 16-17 janvier (20e journée) : Cette journée débute par une minute de silence sur tous les terrains en hommage aux victimes du tremblement de terre survenu en Haïti. Le PSG effectue un déplacement périlleux sur une pelouse lilloise. Le LOSC commence la rencontre pied au plancher en ouvrant le score dès la 5e minute et s'offre une septième victoire de rang (3-1). En Lorraine, le regain de forme de l'Olympique lyonnais en ce début d'année se confirme après son succès à Nancy (0-2). Le TFC remporte sa deuxième victoire de la saison à l'extérieur à Valencienes (1-3). Étrillé par Monaco, Montpellier réagit contre l'OGC Nice (1-0). Le FC Lorient ne laisse aucune chance au Mans (0-3). Après sept journées sans victoire, l'AS Saint-Etienne renoue avec le succès dans un match crucial pour le maintien à Grenoble (1-2). Le Stade rennais concède un nul contre le RC Lens (1-1), tandis qu'Auxerre et Boulogne se séparent sur un score nul et vierge. L'Olympique de Marseille a brisé la série des Girondins de Bordeaux en obtenant le match nul en fin de rencontre (1-1). Ce résultat profite aux Bordelais qui conservent une avance confortable sur les concurrents (sept points d'avance sur le LOSC et huit sur Montpellier).
- 20-21 janvier (21e journée) : Pour l'inauguration de la nouvelle tribune du stade du Moustoir, le FC Lorient est battu par l'Olympique lyonnais pourtant malmené pendant la première mi-temps (1-3). Sochaux surprend le LOSC, l'équipe en forme, en inscrivant deux buts dans le premier quart d'heure (2-1). Le Montpellier HSC s'empare donc de la seconde place du championnat grâce à un but en toute fin de match face à Lens (0-1). Menés au score, les Girondins de Bordeaux, à Grenoble (1-3), et l'Olympique de Marseille, à domicile face au Mans (2-1), ont réussi à renverser la tendance.
- 30-31 janvier (22e journée) : Dans un match au sommet, le Montpellier HSC bat à domicile l'Olympique de Marseille (2-0) et reviennent à six points des Girondins de Bordeaux accrochés par le promu boulonnais toujours 19e (0-0). Dans le derby du Nord, le LOSC a obtenu son 12e succès de la saison face au RC Lens (1-0) et reste 3e au contact de Montpellier. Comme au match aller, Rennes écrase Grenoble (4-0). Le Téfécé est en forme et Le Mans ne peut briser cette dynamique (1-3). Après trois journées sans avoir marqué, Nancy marque un seul but, suffisant pour battre Lorient (1-0). L'OGC Nice subit les foudres de l'AS Monaco (3-2). L'AJA pourtant dominé bat des stéphanois en panne de réalisme (1-0). Valenciennes 11e qui devance de deux places Sochaux n'a pas pu faire mieux que match nul à Nungesser (1-1). Malmené et mené à la pause par de solides parisiens, Lyon a retourné la situation face à un Paris réduit à dix à l'heure de jeu (2-1). L'OL prend la 4e place, à un point de Lille tandis que le PSG tombe à la 14e place.

### Février 2010
- 2 février (Coupe de la Ligue) : Les Girondins de Bordeaux remportent le quart de finale reporté face à Sedan (1-0).
- 3 février (Coupes nationales) : En demi-finale de Coupe de la Ligue, l'OM force la décision à Toulouse pendant les prolongations (1-2 a.p.). En match en retard des 1/16es de finale de coupe de France, Sochaux étrille Le Mans (3-0) tandis que de son côté, St-Étienne doit passer par une séance de tirs au but à Villefranche-sur-Saône (2-2, 1-3 t.a.b)
- 6-7 février (23e journée) : Rennes a fait craquer Bordeaux malgré une réaction bordelaise en seconde période (4-2). À Boulogne, Montpellier s'impose (0-2) et revient à trois points de Bordeaux. Dans une ambiance délétère, Paris s'incline une nouvelle fois à domicile, cette fois face à Lorient (0-3). Le LOSC dominant la rencontre a dû pourtant revenir au score à Nice (1-1). Le RC Lens bat à domicile Le Mans (2-1). Sochaux et Nancy font match nul au stade Bonal (1-1). Pour leur deuxième victoire de la saison, Grenoble s'impose très largement au terme d'une rencontre parfaitement maîtrisée face à l'AJ Auxerre (5-0). L'AS Saint-Etienne gagne une place (16e) et possède 7 points d'avance sur la zone rouge en dominant l'AS Monaco (3-0). Le Téfécé n'est pas arrivé à marquer face l'Olympique lyonnais pourtant réduit à dix (0-0). Toulouse reste au 10e rang et Lyon reste 4e. En écrasant Valenciennes à domicile (5-1) dans leur plus large victoire de la saison, l'Olympique de Marseille recolle aux places européennes (5e) à deux points de Lille et du podium et avec toujours un match en retard à jouer. Valenciennes fait du surplace (11e).
- 13-14 février (24e journée) : Statu quo en tête de la Ligue 1. Les premiers ont gagné, les derniers plongent vers la Ligue 2. Le Montpellier HSC consolide sa 2e place en battant le Grenoble Foot 38 (1-0) mais garde trois unités de retard sur Bordeaux, vainqueur de Saint-Étienne (3-1) grâce à un très bon Wendel (passeur décisif pour Chamakh puis double buteur). Le LOSC (meilleure équipe à domicile et meilleure attaque) complète le podium grâce à sa victoire sur Boulogne-sur-Mer (3-1). Sans arranger ses problèmes dans le jeu, l'Olympique lyonnais a assuré l'essentiel face à Lens (1-0), tandis que Marseille s'est imposé dans un match aux sommets contre l'AS Monaco (1-2). Le PSG stoppe quant à lui sa spirale de la défaite en allant accrocher un pauvre résultat nul à Nancy (0-0). Même score entre Sochaux et Le Mans. Valenciennes a bien réagi après la claque reçue à Marseille en disposant de l'OGC Nice (2-1). Les Auxerrois gardent contact avec le peloton de tête, à deux points du podium, grâce à leur victoire obtenue face à Rennes (1-0). Lorient et Toulouse n'ont pas pu se départager (1-1).
- 16 février (Ligue des Champions - 8es de finale aller) : L'Olympique lyonnais a fait sensation en dominant le Real Madrid (1-0). Les Gones se sont imposés grâce à un superbe but de Makoun, auteur d'une frappe de 25 mètres en pleine lucarne.
- 18 février : (Ligue Europa - 16es de finale aller) : À domicile, le LOSC s'impose face à Fenerbahçe (2-1) grâce à des buts de Balmont et Frau. L'Olympique de Marseille a fait un très grand pas vers la qualification en s'imposant tardivement 1-3 sur le terrain du champion de Danemark en titre, le FC Copenhague grâce à des buts de Mamadou Niang (qui laisse revenir les danois sur pénalty à cause d'une main dans la surface), Hatem Ben Arfa et Charles Kaboré.
- 20-21 février (25e journée) : Le PSG reprend des couleurs. En effet, le club parisien a battu Toulouse (1-0), grâce à un penalty de Hoarau. De son côté, le Montpellier HSC a chuté sur les terres de l'AS Saint-Étienne (1-0), qui peut envisager sereinement son maintien parmi l'élite. Le Mans a décroché ses premiers points en déplacement cette saison. Face à l'US Boulogne Côte d'Opale, les Manceaux se sont imposés dans un match entre mal-classés (1-3). Ce précieux succès permet de ne pas voir s'échapper les premiers non relégables dont Nice vainqueur de Lorient (0-1). Au stade Bollaert, le RC Lens a laissé aucune chance à Monaco (3-0). Grenoble s'incline à domicile face à Valenciennes (0-1). L'OM, l'OL et Lille ont mis la pression sur le MHSC, en battant respectivement Nancy (3-1), Sochaux (0-4) et Rennes dans une rencontre à suspense (1-2) pour le choc de la journée. La rencontre Girondins de Bordeaux - AJ Auxerre a été reportée à une date ultérieure pour permettre aux Bordelais, toujours leader, de préparer au mieux leur déplacement en Grèce face à l'Olympiakos comptant pour la Ligue des Champions.
- 23 février (Ligue des Champions - 8es de finale aller) : En huitièmes de finale aller, les Girondins de Bordeaux se sont imposés sur la pelouse de l'Olympiakos (0-1) grâce à un but de Ciani. Avec cette victoire hors de leur base, les Bordelais entretiennent l'espoir d'une qualification.
- 25 février : (Ligue Europa - 16es de finale retour) : Au terme d'un match intense, le LOSC a obtenu son ticket pour les 8es de finale en arrachant le nul sur la pelouse du Fenerbahçe (1-1). Le LOSC rejoint l'OM, facile vainqueur du FC Copenhague (3-1).
- 27-28 février (26e journée) : Le match de Bordeaux au Mans ayant été reporté, Montpellier en a profité pour revenir à hauteur des Girondins en tête du classement, victorieux de Rennes (3-1). Le MHSC n'a pas pour autant fait le trou dans le haut du tableau, puisque Lyon s'est également imposé dans le même temps face à l'OGC Nice (2-0), tandis que Marseille a tranquillement remporté le clasico de dimanche soir sur la pelouse du PSG (0-3). Dans le bas du tableau, toutes les équipes dans la lutte au maintien ont perdu, que ce soit Boulogne (19e) battu à Monaco (1-0), mais aussi Nice (17e) et Saint-Étienne (16e) défait à Valenciennes (1-0), encore sous la menace possible du Mans (18e). La mauvaise opération est pour les Lillois (désormais 5e) qui ont perdu trois points précieux en vue de la course au podium contre Auxerre. Invaincu à domicile depuis la 1re journée, Lille est tombé sur un Contout des grands soirs (1-2).

### Mars 2010
- 6-7 mars (27e journée) : Tenus respectivement en échec à Boulogne-sur-Mer (0-0), à Saint-Étienne (1-1) et par Lorient (1-1), Lyon, Lille et l'OM ont raté une occasion de se rapprocher significativement des deux leaders. Cette triplette, en embuscade derrière Bordeaux et Montpellier, a raté une belle occasion d'autant plus que ces deux équipes se sont quittées sur un score de parité (1-1) obtenu par les montpelliérains sur le dernier coup franc du match après avoir raté deux penalties et jouant à 11 contre 10 pendant une heure de jeu (Ciani expulsé à la 32e). Ces matchs nuls font donc l'affaire d'Auxerre (seule équipe dans les 9 premiers du classement à gagner), victorieux de Valenciennes (1-0) qui revient à 2 points du podium. L'OGC Nice étant en train d'enchaîner les faux pas (défaite in extremis 2-3 contre Nancy), les relégables reprennent espoir, surtout Le Mans qui reste sur cinq points en trois rencontres avec un match en retard (1-1 à Grenoble). Le nul entre le RCL et le PSG (1-1), n'a pas de grande conséquence. Lens, avec treize points d'avance sur le maintien, ferme le ventre mou du classement, cette partie où se rassemblent des équipes n'ayant plus grand-chose à craindre ou à espérer. L'AS Monaco, septième, à sept points de la Ligue Europa après son échec à Rennes (1-0), tient la tête de ce groupe qui rassemble Valenciennes (8e), Lorient (9e), Rennes (10e), Toulouse (11e), Nancy (12e), Sochaux (13e), Paris (14e) et Lens (15e).
- 10 mars (25e journée) : Reportée pour permettre aux Bordelais de préparer leur match aller de Ligue des Champions, la rencontre entre Bordeaux et Auxerre a vu les Bourguignons s'imposer chez le leader de la Ligue 1. En inscrivant un doublé, Jelen le buteur polonais a renversé les Girondins (1-2). Auxerre s'empare de la troisième place et revient à un point des co-leaders Bordeaux et Montpellier.
- 10 mars (Ligue des Champions - 8es de finale retour) : Après avoir été malmené en première période, Lyon a su trouver les ressources nécessaires pour réaliser un exploit sur la pelouse du Real Madrid (1-1) grâce à Pjanić qui a égalisé à un quart d'heure de la fin. En sortant les madrilènes, les lyonnais accède aux quarts de finale de la compétition et ajoute une magnifique page à son histoire européenne.
- 11 mars : (Ligue Europa - 8es de finale aller) : Le LOSC obtient un bon résultat face à Liverpool grâce à un coup franc de Hazard en fin de match (1-0). L'OM a obtenu un nul sur la pelouse du Benfica Lisbonne (1-1).
- 13-14 mars (28e journée) : Les Girondins ont ramené un point précieux de leur déplacement à Monaco (0-0). Et leurs concurrents n'ont pas fait mieux : Lyon n'a pas emporté le derby face à Saint-Étienne (1-1), Marseille est neutralisé à Toulouse (1-1). Le match nul entre Montpellier et Auxerre (1-1) respectivement 2e et 3e a aussi fait les affaires des Bordelais. Finalement, ce sont les lillois qui ont réalisé la bonne affaire de cette journée en étant la seule formation de tête a empoché les trois points contre la lanterne rouge grenobloise (1-0). En bas de classement, le choc pour le maintien entre Le Mans et Nice a tourné à l'avantage des visiteurs niçois (0-1). Le Mans semble condamner à la Ligue 2 comme Boulogne, vainqueur sans pression à Nancy (1-3).
- 17 mars (Ligue des Champions - 8es de finale retour) : Bordeaux a décroché sa qualification pour les quarts de finale face à l'Olympiakos (2-1). Mis en danger par les grecs en seconde mi-temps, Chamakh marque en fin de match et délivre le stade Chaban-Delmas.
- 18 mars : (Ligue Europa - 8es de finale retour) : L'OM et le LOSC, battus respectivement par le Benfica Lisbonne (1-2) et Liverpool (3-0), ont vu leur aventure européenne s'arrêter brutalement.
- 20-11 mars (29e journée) : Cette journée a permis de décanter certaines positions. Dans le peloton de tête, mauvaises opérations pour Lille et Lyon battus respectivement par Bordeaux (3-1) et l'OM (2-1), deux concurrents directs au titre. Auxerre confirme ses bonnes dispositions en dominant Le Mans (2-1) tout comme Montpellier, victorieux de Valenciennes (2-1). Premier des trois matchs à huis clos et douzième défaite du PSG à Nice (1-0). Rennes se relance dans la course à l'Europe en étrillant Toulouse (4-1). Monaco continue de stagner en ne faisant que match nul à Grenoble toujours bon dernier (0-0). Même score pour Lens - Sochaux et Nancy - Saint-Étienne. Les Verts sont dorénavant menacés par Boulogne-sur-Mer, premier relégable revenu à six points après leur succès contre Lorient (2-0).
- 27 mars (Coupe de la Ligue - Finale) : Au stade de France, l'Olympique de Marseille a dominé les Girondins de Bordeaux (3-1) et remporté son premier trophée depuis 17 ans.
- 27-29 mars (30e journée) : En attendant les matches de Bordeaux et Marseille contre respectivement Valenciennes et Sochaux, le classement s'est resserré en tête du championnat. En disposant de Montpellier (4-1), Lille s'est rassuré et a repris sa marche en avant, alors que Lyon a assuré devant Grenoble (2-0). Auxerre, tenu en échec à Monaco (0-0), a raté l'occasion de s'emparer de la première place tout comme Montpellier. Paris n'a de son côté pas failli devant Boulogne dans un Parc des Princes vide et silencieux (3-1). Dans le bas du tableau, seul l'OGC Nice s'est imposé, sur la pelouse de Toulouse (0-2). Les Verts n'ont quant à eux pas profité des faux-pas de leurs concurrents directs pour le maintien en chutant lourdement à Lorient (4-0) et restent sous la menace de Boulogne-sur-Mer et du Mans (6 et 7 points d'avance sur ces clubs), malgré la défaite des manceaux devant Rennes (1-3). Nancy n'a pas fait de détail face à Lens (5-1). Les Lorrains ont décroché leur plus large victoire de la saison.
- 30 mars (Ligue des Champions - Quarts de finale aller) : Au terme de ce match aller très disputé, l'Olympique lyonnais a battu les Girondins de Bordeaux au stade de Gerland (3-1).

### Avril 2010
- 3-4 avril (31e journée) : Événement en tête du classement puisque les Girondins de Bordeaux, défaits chez eux par Nancy (1-2), ne sont plus leaders. Trois défaites consécutives toutes compétitions confondues pour Bordeaux, ce n'était jamais arrivé depuis l'arrivée de Laurent Blanc sur le banc des Girondins en juillet 2007. La victoire de l'OL à Rennes (1-2) a propulsé les Gones à la première place tandis qu'Auxerre a concédé le nul face à Paris (1-1). Alors que l'OM, vainqueur dans la douleur contre Lens (1-0), Montpellier continue à stagner en concédant le match nul sur son terrain face à Monaco (0-0), le quatrième nul de suite pour les monégasques. Même constat pour Lille qui a perdu le derby du Nord face à Valenciennes (1-0). En ce qui concerne le ventre mou du classement et la relégation, Grenoble s'incline devant Lorient (1-2), Nice et Sochaux se tiennent en respect (0-0) tout comme Boulogne-sur-Mer et Toulouse (1-1). Enfin, Saint-Étienne semble avoir totalement décroché son maintien en prenant le dessus sur Le Mans (2-0).
- 7 avril (14e journée) : grâce à sa large victoire à domicile face à Sochaux en match en retard (3-0), l'OM prend la tête du championnat avec deux points d'avance sur Lyon, Montpellier et Auxerre.
- 7 avril (Ligue des Champions - Quarts de finale retour) : Malgré la victoire des Girondins de Bordeaux (1-0), l'Olympique lyonnais s'est qualifié pour les demi-finales de la compétition pour la première fois de son histoire.
- 10-11 avril (32e journée) : L'Olympique de Marseille a confirmé son statut de leader en dominant Nice (4-1). Parmi ses poursuivants, seule l'AJ Auxerre l'a emporté à Nancy (0-1). En effet, Lyon et Lille se sont neutralisés dans un match très engagé (1-1), Bordeaux a sombré à Paris (3-1) et Montpellier est freiné au Mans (2-2). Quant à Grenoble, dernier de la Ligue 1 et sévèrement battu samedi à Toulouse (4-0), a officiellement été relégué en Ligue 2. Le 23e revers du GF38, conjugué à la victoire de l'AS Saint-Etienne à Sochaux (0-2), a précipité le sort du club isérois. Alors qu'il reste six matches à disputer, les Verts, 17es et premiers non relégables, comptent désormais 20 points d'avance sur les Grenoblois qui ne peuvent en inscrire qu'au maximum 18.
- 14 avril (30e journée) : Le leader marseillais met son calendrier à jour et s'impose in extremis sur le terrain de Sochaux pour sa 5e victoire consécutive en championnat (0-1). Marseille prend le large au classement (5 points d'avance sur l'AJ Auxerre et 7 sur Lyon).
- 15 avril (26e journée) : Alors qu'ils avaient l'occasion de se relancer dans la course au titre avec deux matchs en retard dont le premier sur le terrain du Mans, les Girondins ont encore chuté (2-1) et comptent désormais 9 points de retard sur l'OM. Bordeaux a sans doute perdu sa dernière chance de croire à un nouveau sacre et avec un rythme de relégable (cinq points récoltés sur les sept dernières journées), une qualification pour la prochaine Ligue des Champions semble menacée.
- 17-18 avril (33e journée) : L'Olympique de Marseille conforte sa première place au classement grâce à son succès sur la pelouse de Boulogne (1-2) acquis au bout du temps additionnel. La plupart des poursuivants marque le pas derrière et seul Auxerre, victorieux de Lorient (4-1), semble tenir la cadence imposée par les Phocéens. Entre la 3e et la 6e place, quatre équipes se tiennent en seulement deux points. Bordeaux 6e, qui compte toujours un match en moins, a peut-être dit adieu au titre après le match nul concédé face à Lyon 3e (2-2), l'un de ses concurrents directs dans le haut du tableau, au terme d'une rencontre marquée par trois expulsions. Tenu en échec par Toulouse (1-1), Montpellier 4e n'en a pas profité pour grimper sur le podium et semble marquer le pas depuis quelques semaines. Facile vainqueur de Monaco (4-0), Lille réalise une bonne opération dans la course à l'Europe, dépasse du même coup Bordeaux et se retrouve à la 5e place. Le Mans a arraché un précieux succès sur la pelouse de Valenciennes (0-1), qui lui permet de toujours rêver au maintien. Ce sera toutefois compliqué car Saint-Étienne, le premier non-relégable tenu en échec par le PSG (0-0), conserve 8 points d'avance.
- 21 avril (Ligue des Champions - Demi-finale aller) : L'Olympique lyonnais est battu 1-0 au Bayern de Munich.
- 24-25 avril (34e journée) : Ce sont Auxerre et Lille qui font la meilleure opération en l'emportant respectivement à Toulouse (0-3) et au Mans (1-2). Marseille tient bon en tête contre l'ASSE (1-0) et garde son avance de 5 points sur Auxerre et de 10 sur Lille, Montpellier continue son surplace avec son match nul à Nancy (0-0) tandis que Bordeaux poursuit sa marche en arrière après une nouvelle défaite à Lorient (1-0) qui l'envoie à la 6e place. À noter la nette victoire de Boulogne-sur-Mer à Sochaux (0-3).
- 27 avril (35e journée) : Afin de préparer la finale de la Coupe de France, les finalistes, le PSG et Monaco voient leurs matchs décalés. Les parisiens ont été sévèrement puni à Grenoble (4-0) et les monégasques ont concédé le match nul face au Mans qui croit encore à un maintien en Ligue 1 (1-1).
- 27 avril (Ligue des Champions - Demi-finale retour) : L'Olympique lyonnais est éliminé et ne participera pas à la finale en étant sévèrement battu à Gerland 3-0 par le Bayern Munich.
- 28 avril (30e journée) : Dans une rencontre globalement dominée par les Nordistes, les Bordelais se sont inclinés à Valenciennes (2-0). Les Aquitains, qui ne peuvent plus mathématiquement conserver leur titre, doivent essayer d'assurer une place en Ligue des champions ou en Ligue Europa.
- 30 avril (35e journée) : Match en avance qui oppose le dauphin Auxerrois et le leader Marseillais. Le score est de 0 à 0, l'Olympique de Marseille est assuré d'être parmi les 4 premiers du championnat, libérant ainsi sa place au troisième tour de qualification de la Ligue Europa comme vainqueur de la Coupe de la Ligue pour le 5e du championnat.

### Mai 2010
- 1er mai (Coupe de France - Finale) : Le Paris Saint-Germain remporte son 8e titre en Coupe de France en battant l'AS Monaco,1 à 0. Le Paris Saint-Germain accède au tour de barrage de la Ligue Europa.
- 2 mai (35e journée) : Alors que Bordeaux s'imposait enfin à Chaban-Delmas 1-0 face à Toulouse, Lyon s'impose face à Montpellier à la Mosson 1 à 0 reprenant ainsi son destin en main pour accéder à la Ligue des champions car l'OL à un match de retard à jouer le 12 mai. Le bas du tableau s'éclaircit puisque, seul Saint-Étienne n'est pas encore assuré de rester dans l'élite mais à 3 journées de la fin avec 7 et 8 points d'avance respectivement sur Le Mans et Boulogne-sur-Mer, ces 2 dernières équipes devraient rejoindre Grenoble en Ligue 2 la saison prochaine.
- 5 mai (36e journée) : L'Olympique de Marseille est sacré Champion de France en s'imposant 3 à 1 au Stade Vélodrome face au Stade Rennais. Bonne opération pour l'Olympique lyonnais et le LOSC qui s'imposent respectivement face au dauphin Auxerre et à Toulouse. Bordeaux abandonne 1 point à Nice et voit définitivement envoler ses chances d'accéder à la Ligue des champions. Plus de suspense en bas du tableau puisque Le Mans et Boulogne-sur-Mer rejoignent Grenoble en Ligue 2 la saison prochaine.
- 8 mai (37e journée) : Lille obtient une victoire cruciale face à Marseille dans les arrêts de jeu (3-2) et devient le seul deuxième puisque Auxerre concède le nul (0-0) face à Lens. Lyon arrache le nul (2-2) à Valenciennes, mais ne maîtrise plus son destin pour la 2e place significative de phase de poules pour la prochaine Ligue des champions. Montpellier et Bordeaux vainqueurs respectifs de Lorient (2-1) et de Sochaux (2-0) visent toujours une place européenne.
- 12 mai (34e journée) : En match en retard, Lyon reçoit et bat Monaco 3-0, se repositionnant ainsi sur le podium et la place de barrages de la Ligue des champions.
- 15 mai (38e journée) : Le LOSC chute à Lorient 2-1, défaite lourde de conséquences pour les lillois qui termineront ce championnat quatrième. L'Olympique lyonnais s'impose 2-0 face au Mans et récupère la deuxième place, Lyon est directement qualifié pour la Ligue des Champions. L'AJA termine troisième grâce à sa victoire sur le FCSM à la 88e minute, les bourguignons doublent Lille sur le fil et complètent le podium. Dans la course à la Ligue Europa, la cinquième place est pour le Montpellier HSC grâce à un succès 3-1 en terre parisienne. Bordeaux sombre et s'incline à Lens, les Girondins finissent à la sixième place et ne joueront pas l'Europe.

## Statistiques
L'affluence totale est de 7.633.831 spectateurs, soit 20.089 par match. 380 matchs sont joués et 916 buts sont marqués au cours de la saison. Au coefficient UEFA 2010, la France est au 5e rang avec 53,740 points.
|                      | Buteur               | Club                   | Buts Note 1 | Pen. Note 1 | J Note 2 | min. Note 3 |
| -------------------- | -------------------- | ---------------------- | ----------- | ----------- | -------- | ----------- |
| 1                    | Mamadou Niang        | Olympique de Marseille | 18          | 3           | 15       | 2472        |
| 2                    | Kevin Gameiro        | FC Lorient             | 17          | 0           | 15       | 2992        |
| 3                    | Mevlüt Erding        | Paris SG               | 15          | 0           | 12       | 2403        |
| 4                    | Lisandro López       | Olympique lyonnais     | 15          | 3           | 12       | 2518        |
| 5                    | Ireneusz Jelen       | AJ Auxerre             | 14          | 0           | 10       | 2410        |
| 6                    | Loïc Rémy            | OGC Nice               | 14          | 2           | 13       | 2869        |
| 7                    | Nenê                 | AS Monaco              | 14          | 3           | 11       | 2989        |
| 8                    | Gervinho             | Lille OSC              | 13          | 0           | 10       | 2465        |
| 9                    | Pierre-Alain Frau    | Lille OSC              | 13          | 1           | 12       | 2115        |
| 10                   | Asamoah Gyan         | Stade rennais          | 13          | 2           | 11       | 1990        |
| 11                   | Yohan Cabaye         | Lille OSC              | 13          | 8           | 12       | 2539        |
| 12                   | 3 joueurs            | 3 joueurs              | 11          | 11          | 11       | 11          |
| 15                   | 6 joueurs            | 6 joueurs              | 10          | 10          | 10       | 10          |
| 21                   | 1 joueur             | 1 joueur               | 9           | 9           | 9        | 9           |
| 22                   | 7 joueurs            | 7 joueurs              | 8           | 8           | 8        | 8           |
| 29                   | 7 joueurs            | 7 joueurs              | 7           | 7           | 7        | 7           |
| 36                   | 11 joueurs           | 11 joueurs             | 6           | 6           | 6        | 6           |
| 47                   | 16 joueurs           | 16 joueurs             | 5           | 5           | 5        | 5           |
| 63                   | 30 joueurs           | 30 joueurs             | 4           | 4           | 4        | 4           |
| 93                   | 22 joueurs           | 22 joueurs             | 3           | 3           | 3        | 3           |
| 115                  | 49 joueurs           | 49 joueurs             | 2           | 2           | 2        | 2           |
| 164                  | 91 joueurs           | 91 joueurs             | 1           | 1           | 1        | 1           |
| Buts contre son camp | Buts contre son camp | Buts contre son camp   | 25          | 25          | 25       | 25          |
| Total :              | Total :              | Total :                | 916         | 67          | 380      | 34200       |
| Moyenne par match :  | Moyenne par match :  | Moyenne par match :    | 2,4 buts    | 2,4 buts    | 2,4 buts | 2,4 buts    |

| Source : Classement des buteurs 1 : Nombre de buts inscrits dont pénaltys 2 : Nombre de matchs durant lequel le joueur a marqué 3 : Temps de jeu total en minutes |

|                     | Passeur              | Club                   | Passes Note 4 | CPA Note 4 | MD Note 5 | min Note 6 |
| ------------------- | -------------------- | ---------------------- | ------------- | ---------- | --------- | ---------- |
| 1                   | Lucho Gonzalez       | Olympique de Marseille | 11            | 4          | 8         | 1960       |
| 2                   | Marama Vahirua       | FC Lorient             | 10            | 4          | 10        | 1946       |
| 3                   | Daniel Niculae       | AJ Auxerre             | 8             | 0          | 8         | 2275       |
| 4                   | Eden Hazard          | Lille OSC              | 7             | 1          | 6         | 1618       |
| 5                   | Fahid Ben Khalfallah | Valenciennes FC        | 6             | 1          | 6         | 1296       |
| 6                   | Yoann Gourcuff       | Girondins de Bordeaux  | 6             | 3          | 4         | 1612       |
| 7                   | Christophe Jallet    | Paris SG               | 5             | 1          | 4         | 1323       |
| 8                   | Chris Malonga        | AS Nancy-Lorraine      | 5             | 3          | 3         | 812        |
| 9                   | Fabrice Abriel       | Olympique de Marseille | 5             | 3          | 3         | 1429       |
| 10                  | 15 joueurs           | 15 joueurs             | 4             | 4          | 4         | 4          |
| 25                  | 21 joueurs           | 21 joueurs             | 3             | 3          | 3         | 3          |
| 46                  | 31 joueurs           | 31 joueurs             | 2             | 2          | 2         | 2          |
| 77                  | 95 joueurs           | 95 joueurs             | 1             | 1          | 1         | 1          |
| Total :             | Total :              | Total :                | 297           | 51         | 209       | 18810      |
| Moyenne par match : | Moyenne par match :  | Moyenne par match :    | 1,4 passe     | 1,4 passe  | 1,4 passe | 1,4 passe  |

| Source : LFP.fr Classement des passeurs 4: Nombre de passes décisives dont coups de pied arrêtés 5: Nombre de matchs différents 6: Temps de jeu total en minutes |

### Statistiques diverses
Buts
- Premier but de la saison : 1 minute 34 secondes - Mamadou Niang pour Marseille à Grenoble, le 8 août 2009.
- Premier but contre son camp : 64 minutes 38 secondes - Olivier Monterrubio contre Lorient en faveur de Lille, le 8 août 2009.
- Premier penalty : 58 minutes 44 secondes - Mathieu Coutadeur pour Le Mans contre Lyon, le 8 août 2009.
- Premier doublé : Yoann Gourcuff à la 54e minute puis dans les arrêts de jeu, pour Bordeaux face à Lens, le 10 août 2009.
- Premier coup du chapeau : Lisandro López aux 1re, 21e et 34e minutes pour Lyon face à Lille lors de la 16e journée, le 6 décembre 2009.
- But le plus rapide d'une rencontre : 17 secondes - Roland Lamah pour Le Mans face à Montpellier HSC (2-2), le 10 avril 2010.
- But le plus tardif d'une rencontre : 90+4 minutes 27 secondes - Sloan Privat pour Sochaux face à Lens, le 7 novembre 2009.
- Dernier but de la saison : 90+2 minutes - Hatem Ben Arfa pour Marseille face à Grenoble, le 15 mai 2010
- Plus grande marge : Lorient-Boulogne, le 7 novembre 2009 (5-0) et Grenoble-Auxerre, le 6 février 2010 (5-0), 5 buts
- Plus grand nombre de buts dans une rencontre : Olympique lyonnais-Olympique de Marseille, le 8 novembre 2009 (5-5), 10
- Plus grand nombre de buts en une mi-temps : 6
  - Olympique lyonnais 5-5 Olympique de Marseille (3-3 en seconde mi-temps)
  - US Boulogne 2-5 Paris Saint-Germain (1-5 en seconde mi-temps)
- Nombre de victoires : des Olympique de Marseille, 23 au Grenoble Foot 38, 5
- Nombre de matchs nuls : du Stade rennais, 7, aux Girondins de Bordeaux, Montpellier HSC et AS Monaco, 2
- Nombre de défaites : du Grenoble Foot 38, 16, aux, Olympique lyonnais et Olympique de Marseille, 6
- Victoires consécutives : AJ Auxerre (du 26 septembre au 21 novembre), et Lille OSC (du 28 novembre au 16 janvier), 7
- Défaites consécutives : Grenoble Foot 38 (du 8 août au 31 octobre), 11
- Matchs sans défaite : Olympique de Marseille (du 7 février au 8 mai), 15
- Matchs sans victoire : Grenoble Foot 38 (du 8 août au 28 novembre), 14

Discipline
- Premier carton jaune : Sidney Govou de Lyon à la onzième minute de la première journée, contre Le Mans
- Premier carton rouge : Cyril Jeunechamp du Montpellier HSC à la suite de deux avertissements aux 19e et 33e minutes, contre le PSG le 8 août.
- Carton rouge le plus rapide : Lens - Lille, à Yohan Cabaye (Lille), 43 secondes après son entrée en jeu
- Carton rouge le plus tardif dans une rencontre : Valenciennes-Nancy, à Nicolas Penneteau (Valenciennes), après 90+3 minutes et 44 secondes ; mais lors de Montpellier-Rennes, Asamoah Gyan (Rennes) est exclu après la rencontre
- Plus grand nombre de cartons jaunes dans un match : Rennes-Auxerre (0-1) : à Fabien Lemoine, Yann M'Vila, Asamoah Gyan et Lucien Aubey (Rennes) et à Auxerre Aurélien Capoue, Cédric Hengbart, Stéphane Grichting, Dennis Oliech et Jean-Pascal Mignot (Auxerre), 9
- Plus grand nombre de cartons rouges dans un match : Lyon-Bordeaux (2-2) pour Benoît Trémoulinas et Jussiê (Bordeaux) et Anthony Réveillère (Lyon), 3
- Joueur cumulant le plus d'avertissements : Florent Balmont, Mapou Yanga-Mbiwa, Sylvain Marchal et Étienne Capoue, 8
- Joueur exclu le plus souvent : Onyekachi Apam et David Jemmali, 2

Autres statistiques
- Plus long temps additionnel : 5 minutes et 56 secondes lors de Lens - Lille.
- Score le plus fréquent : 1-0, 47 fois, ce qui représente 12,3 % des matchs
- Les Girondins de Bordeaux ont battu le record de la plus longue série de victoires, d'abord le 9 août en gagnant une 12e victoire, face à Lens (4-1), après les séries du Lille OSC en 1947-1948 et 1949-1950, avant d'étendre le record à 14 victoires durant le mois.
- Grenoble a battu le record du pire début de championnat le 31 octobre contre Lille, leur 11e défaite consécutive, après Sète en 1947.
- 5-5, score de Lyon - Marseille, était du jamais vu depuis plus de cinquante ans. Le score incroyable du match entre Lyon et Marseille n'a eu que quatre précédents : un Fives - Cannes en septembre 1932, un Club français - Racing Club en avril 1933, un Cannes - Red Star en septembre 1937 et un Nice - Lille en décembre 1957.

## Trophées UNFP du joueur du mois
Source : unfp.org
| Mois      | Joueur         | Club                   |
| --------- | -------------- | ---------------------- |
| Août      | Lisandro López | Olympique lyonnais     |
| Septembre | Hugo Lloris    | Olympique lyonnais     |
| Octobre   | Ireneusz Jeleń | AJ Auxerre             |
| Novembre  | Fabrice Abriel | Olympique de Marseille |
| Décembre  | Jérémie Janot  | AS Saint-Étienne       |
| Janvier   | Karim Aït-Fana | Montpellier HSC        |
| Février   | Hatem Ben Arfa | Olympique de Marseille |
| Mars      | Eden Hazard    | Lille OSC              |
| Avril     | Lucho Gonzalez | Olympique de Marseille |

- Voir aussi les Trophées UNFP du football 2010

## Parcours en coupes d'Europe
Le parcours des clubs français en coupes d'Europe est important puisqu'il détermine le coefficient UEFA, et donc le nombre de clubs français présents en coupes d'Europe les années suivantes.
| Club                     | Compétition         |                                                                                  |
| ------------------------ | ------------------- | -------------------------------------------------------------------------------- |
| Olympique lyonnais       | Ligue des Champions | éliminé en demi-finale (Bayern Munich )                                          |
| FC Girondins de Bordeaux | Ligue des Champions | éliminé en quart de finale (Olympique lyonnais )                                 |
| Olympique de Marseille   | Ligue des Champions | éliminé en phase de groupes (Real Madrid CF , Milan AC et FC Zurich )            |
| Lille OSC                | Europa Ligue        | éliminé en huitième de finale (Liverpool FC )                                    |
| Olympique de Marseille   | Europa Ligue        | éliminé en huitième de finale (Benfica Lisbonne )                                |
| Toulouse FC              | Europa Ligue        | éliminé en phase de groupes (Shakhtar Donetsk , FC Bruges et Partizan Belgrade ) |
| EA Guingamp              | Europa Ligue        | éliminé en barrage (Hambourg SV )                                                |

| Rang | Rang  | Ligue      | Coefficient UEFA 2009 | Coefficient 2005-2009 | Coefficient 2009-2010 | Coefficient UEFA 2010 | Places en Ligue des Champions | Places en Ligue des Champions | Places en Ligue des Champions | Places en Ligue Europa | Places en Ligue Europa |
| 2009 | 2010  | Ligue      | Coefficient UEFA 2009 | Coefficient 2005-2009 | Coefficient 2009-2010 | Coefficient UEFA 2010 | Groupes                       | Barrages                      | 3e tour                       | Barrages               | 3e tour                |
| ---- | ----- | ---------- | --------------------- | --------------------- | --------------------- | --------------------- | ----------------------------- | ----------------------------- | ----------------------------- | ---------------------- | ---------------------- |
| 1    | 1 (=) | Angleterre | 79,499                | 63,928                | 17,928                | 81,856                | 3                             | 1                             |                               | 2                      | 1                      |
| 2    | 2 (=) | Espagne    | 74,266                | 61,829                | 17,928                | 79,757                | 3                             | 1                             |                               | 2                      | 1                      |
| 3    | 3 (=) | Italie     | 62,910                | 48,910                | 15,428                | 64,338                | 3                             | 1                             |                               | 2                      | 1                      |
| 4    | 4 (=) | Allemagne  | 56,695                | 46,124                | 18,083                | 64,207                | 2                             | 1                             |                               | 2                      | 1                      |
| 5    | 5 (=) | France     | 50,168                | 38,740                | 15,000                | 53,740                | 2                             | 1                             |                               | 2                      | 1                      |
| 6    | 6 (=) | Russie     | 47,625                | 37,625                | 6,166                 | 43,791                | 2                             |                               | 1                             | 2                      | 1                      |

| Participants en Ligue des champions - à partir de la phase de groupes, Bordeaux (champion de France) et Marseille (vice-champion) ; - du tour de barrages, Lyon (3e). Participants en Ligue Europa - à partir du troisième tour de qualification, Lille (5e) ; - du tour de barrages, Guingamp (vainqueur de la Coupe de France) et Toulouse (4e) ; - des 16es de finale, Marseille (repêché de Ligue des Champions). Résultats - En qualifications, Lyon apporte 2 points (2-0-0), Lille, 4, (4-0-0), Toulouse, 1 (1-0-1) et Guingamp, aucun (0-0-2) ; - Hors qualifications, Bordeaux apporte 17 points (8-1-1), Marseille, 10 (4-2-4), Lyon, 14 (6-2-4), Toulouse, 5 (2-1-3) et Lille, 12 (5-2-3). | Parcours en Ligue des champions - Tour de barrages : Lyon qualifié (2V) ; - Phase de groupes : Bordeaux (5-1-0) et Lyon (4-1-1) qualifiés, Marseille (2-1-3) éliminé ; - Huitièmes de finale : Bordeaux (2V) et Lyon (1V, 1N) qualifiés ; - Quarts de finale : Lyon qualifié (1V, 1D) ; Bordeaux éliminé (1V, 1D) ; - Demi-finales : Lyon éliminé (2D) Parcours en Ligue Europa - Troisième tour de qualification : Lille qualifié (2V) ; - Tour de barrages : Lille (2V) et Toulouse (1V, 1D) qualifiés ; Guingamp (2D) éliminé ; - Phase de groupes : Lille qualifié (3-1-2) ; Toulouse éliminé (2-1-3) ; - Seizièmes de finale : Marseille (2V) et Lille (1V, 1N) qualifiés ; - Huitièmes de finale : Marseille (1N, 1D) et Lille (1V, 1D) éliminés. |

Coefficient France (saison 2009-2010)
- 25 points de bonifications en Ligue des champions : phase de groupes de ligue des Champions de Bordeaux, Marseille et Lyon (4 chacun), huitièmes de finales de Bordeaux et Lyon (5 chacun), quart de finale de Lyon et de Bordeaux (1 point chacun), demi-finale de Lyon (1 point) ;
- Lors des phases de poules et des phases finales, 36 points en Ligue des Champions et 22 points en Ligue Europa (2 points par victoire, 1 par nul) ;
- En tours de qualifications, 7 points (1 point par victoire, 0,5 par nul) ;

Soit en tout, 90 points pour 6 équipes engagées, donc un coefficient pour la saison 2009-2010 de {\displaystyle 90/6=15,000}.
Nouvel indice UEFA 2010 pour la France{\displaystyle 38,740+15,000=53,740}
| Rang | Rang | Évolution | Club                   | Coefficient UEFA 2009 | Coefficient 2005-2009 | Coefficient 2009-2010 | Coefficient UEFA 2010 |
| 2009 | 2010 | Évolution | Club                   | Coefficient UEFA 2009 | Coefficient 2005-2009 | Coefficient 2009-2010 | Coefficient UEFA 2010 |
| ---- | ---- | --------- | ---------------------- | --------------------- | --------------------- | --------------------- | --------------------- |
| 10   | 10   | =         | Olympique lyonnais     | 91,033                | 68,748                | 28,000                | 96,748                |
| 49   | 19   | +30       | Girondins de Bordeaux  | 40,033                | 37,748                | 30,000                | 67,748                |
| 39   | 25   | +14       | Olympique de Marseille | 48,033                | 45,748                | 17,000                | 62,748                |
| 40   | 41   | -1        | Lille OSC              | 47,033                | 31,748                | 15,000                | 46,748                |
| 117  | 101  | +16       | Toulouse FC            | 14,033                | 11,748                | 8,000                 | 19,748                |
| NC   | 134  | -         | EA Guingamp            | 10,033                | 7,748                 | 4,500                 | 12,248                |